# 翡翠台電視劇集列表 (2010年代)
本列表是翡翠台電視劇集列表的子列表，列出2010年代的無綫電視翡翠台劇集。
於海外首播而未曾在翡翠台播映的無綫電視劇集，請參見無綫電視海外首發劇集列表。無綫電視製播的電視電影及微電影，請參見無綫電視電影列表。

## 2010年
| 首播     | 集數 | 來源 | 劇名                   | 主演                                                                                        | 官網                        | 編審                        | 監製          | 備註                                                                                         |
| 1月11日  | 25   | 香港 | 五味人生               | 郭晉安、關詠荷、米 雪、伍衛國、郭政鴻、江美儀                                               | 網頁 （页面存档备份，存于） | 黃國輝 葉世康               | 張乾文        |                                                                                              |
| 1月17日  | 11   | 日本 | 求婚大作戰             | 山下智久、長澤雅美、藤木直人、榮倉奈奈、三上博史                                            | 網頁 （页面存档备份，存于） |                             |               | 外購劇 高清製作                                                                              |
| 1月25日  | 31   | 內地 | 鐵齒銅牙紀曉嵐IV       | 張國立、張鐵林、王 剛、袁 立、楊千嬅                                                        | 網頁 （页面存档备份，存于） |                             | 張國立 羅長安 | 外購劇 高清製作                                                                              |
| 2月13日  | 16   | 韓國 | 豬兜王子復仇記         | 吳智昊、嚴正化、姜成鎮、朴多安                                                              | 網頁 （页面存档备份，存于） |                             |               | 外購劇 高清製作                                                                              |
| 2月15日  | 6    | 香港 | 情人眼裏高一D          | 黃宗澤、王祖藍、阮小儀、徐子珊、苟芸慧、陳山聰、羅敏莊、林子善、艾 威                       | 網頁 （页面存档备份，存于） | 黃洋達 潘漫紅               | 黃偉聲        | 「愛的季節」呈獻／高清製作 前名《濃情三十日》                                                |
| 2月16日  | 20   | 香港 | 老公萬歲               | 苗僑偉、張可頤、謝天華、李綺虹                                                              | 網頁 （页面存档备份，存于） | 羅宗耀                      | 唐基明        | 高清製作                                                                                     |
| 2月22日  | 80   | 香港 | 女王辦公室             | 汪明荃、杜汶澤、何韻詩、吳卓羲、陳山聰、張國強、馬 賽、呂慧儀                               | 網頁 （页面存档备份，存于） | 朱鏡祺 盧美雲 李綺華 陳金鈴 | 黃偉聲        | 處境劇 高清製作                                                                              |
| 3月8日   | 20   | 香港 | 秋香怒點唐伯虎         | 陳 豪、胡杏兒、夏 雨、陳法拉                                                                | 網頁 （页面存档备份，存于） | 薛家華 黃育德               | 劉家豪        | 高清製作                                                                                     |
| 3月15日  | 4    | 韓國 | 錢的戰爭之火拼貴利王   | 朴新陽、朴真熙、金晶和、申東旭、李英恩                                                      |                             |                             |               | 外購劇 高清製作                                                                              |
| 3月17日  | 25   | 香港 | 鐵馬尋橋               | 鄭嘉穎、楊 怡、馬國明、元 秋、楊思琦、李詩韻、唐詩詠、胡定欣、林嘉華、向 佐、鍾景輝、惠英紅 | 網頁 （页面存档备份，存于） | 張華標 陳靜儀               | 李添勝        | 高清製作                                                                                     |
| 4月5日   | 20   | 香港 | 搜下留情               | 馬德鐘、陳慧珊、石 修、陳敏之、羅仲謙、阮兆祥、陳國邦、黃智雯、劉玉翠                       | 網頁 （页面存档备份，存于） | 阮少娜 葉世康               | 潘嘉德        |                                                                                              |
| 4月12日  | 30   | 內地 | 碧血劍                 | 竇智孔、黃聖依、焦恩俊、郭 金                                                               |                             |                             |               | 外購劇                                                                                       |
| 4月18日  | 2    | 日本 | 求婚大作戰之情定夏威夷 | 山下智久、長澤雅美、藤木直人、榮倉奈奈、三上博史                                            |                             |                             |               | 外購劇 高清製作                                                                              |
| 4月19日  | 25   | 香港 | 飛女正傳               | 蔡少芬、陳 豪、曹永廉、黃德斌                                                               | 網頁 （页面存档备份，存于） | 周旭明                      | 戚其義        | 高清製作                                                                                     |
| 4月26日  | 8    | 日本 | 講數阿姐               | 米倉涼子、城田優、陣內孝則、筧利夫、高橋克實                                                | 網頁 （页面存档备份，存于） |                             |               | 外購劇 高清製作                                                                              |
| 5月2日   | 11   | 日本 | 東京鐵塔               | 速水直道、倍賞美津子、香椎由宇、平岡祐太                                                    |                             |                             |               | 外購劇 高清製作                                                                              |
| 5月3日   | 28   | 香港 | 掌上明珠               | 宣 萱、商天娥、林保怡、陶大宇、滕麗名、陳美詩、陳山聰                                       | 網頁 （页面存档备份，存于） | 孫浩浩 李綺華               | 林志華        |                                                                                              |
| 5月24日  | 25   | 香港 | 談情說案               | 林 峯、楊 怡、馬國明、廖碧兒                                                                | 網頁 （页面存档备份，存于） | 黃育德 梁敏華               | 劉家豪        | 高清製作                                                                                     |
| 5月25日  | 24   | 韓國 | 該隱與亞伯             | 蘇志燮、申賢俊、韓志旼、蔡貞安                                                              |                             |                             |               | 外購劇 高清製作                                                                              |
| 6月5日   | 16   | 韓國 | 壞情人                 | 張 赫、李多海、金正泰、金恩珠                                                               | 網頁 （页面存档备份，存于） |                             |               | 外購劇 高清製作                                                                              |
| 6月7日   | 25   | 香港 | 蒲松齡                 | 馬浚偉、陳錦鴻、鍾嘉欣、陳法拉、岳 華                                                       | 網頁 （页面存档备份，存于） | 吳肇銅 薛家華               | 梁材遠        | 巡禮名《寫我仙凡間》內地易名《畫坊風雲》                                                     |
| 6月14日  | 118  | 香港 | 天天天晴               | 李司棋、毛舜筠、黎耀祥                                                                      | 網頁 （页面存档备份，存于） | 邵麗瓊 賈偉南               | 徐遇安        | 處境劇 高清製作                                                                              |
| 6月21日  | 1    | 日本 | 講數阿姐之贖金風暴     | 米倉涼子、城田優、陣內孝則、筧利夫、高橋克實                                                | 網頁 （页面存档备份，存于） |                             |               | 外購劇 高清製作                                                                              |
| 6月28日  | 20   | 香港 | 情越雙白線             | 鄭則士、黃浩然、徐子珊、郭羨妮、李香琴                                                      | 網頁 （页面存档备份，存于） | 吳肇銅 賈偉南               | 梁材遠        | 前名《安全第一》                                                                             |
| 7月12日  | 21   | 香港 | 施公奇案II             | 歐陽震華、宣 萱、李思捷、唐 寧、陳山聰                                                      | 網頁 （页面存档备份，存于） | 李綺華 蔡淑賢               | 林志華        | 高清製作                                                                                     |
| 7月14日  | 34   | 台灣 | 惡作劇2吻              | 鄭元暢、林依晨、汪東城、炎亞綸、唐禹哲                                                      |                             |                             |               | 外購劇                                                                                       |
| 7月18日  | 10   | 日本 | 暴走冤家               | 松岡昌宏、廣末涼子、多部未華子、大倉忠義                                                    |                             |                             |               | 外購劇                                                                                       |
| 7月26日  | 20   | 香港 | 女人最痛               | 米 雪、張可頤、馬德鐘、滕麗名、林嘉華、陳國邦、江美儀                                       | 網頁 （页面存档备份，存于） | 孫浩浩 陳金鈴               | 林志華        |                                                                                              |
| 8月9日   | 30   | 中港 | 摘星之旅               | 劉松仁、林 峯、黃宗澤、葉 童、趙子琪、梁靖琪、宋汶霏、林嘉華、呂有慧                        | 網頁 （页面存档备份，存于） | 阮少娜                      | 陳 梁 梁家樹  | 外購劇 合拍劇 高清製作                                                                       |
| 8月16日  | 16   | 韓國 | 航天之城 Air City      | 崔智友、李政宰、李真旭、文貞熙                                                              | 網頁 （页面存档备份，存于） |                             |               | 外購劇 高清製作                                                                              |
| 8月23日  | 32   | 香港 | 公主嫁到               | 佘詩曼、陳 豪、鍾嘉欣、黃浩然、陳法拉、馬國明、關菊英、李香琴、阮兆祥、李詩韻、陳敏之       | 網頁 （页面存档备份，存于） | 關頌玲 梁敏華               | 梅小青        | 高清製作                                                                                     |
| 8月31日  | 28   | 韓國 | 太王四神記             | 裴勇俊、李智雅、崔民秀、尹泰榮、文素利                                                      | 網頁 （页面存档备份，存于） |                             |               | 外購劇 高清製作                                                                              |
| 9月20日  | 20   | 香港 | 翻叮一族               | 夏 雨、許紹雄、商天娥、伍詠薇、陳鍵鋒、敖嘉年、楊思琦、唐詩詠                               | 網頁 （页面存档备份，存于） | 蔡淑賢 李綺華 阮少娜        | 關永忠        | 高清製作                                                                                     |
| 9月26日  | 11   | 日本 | 機械夢情人             | 速水直道、水嶋宏、相武紗季、佐佐木藏之介、真矢美季                                          |                             |                             |               | 外購劇 高清製作                                                                              |
| 10月2日  | 16   | 韓國 | A貨貴公子              | 權相佑、允 兒、韓恩廷、宋昌義                                                               | 網頁 （页面存档备份，存于） |                             |               | 外購劇 高清製作                                                                              |
| 10月4日  | 20   | 香港 | 讀心神探               | 林保怡、黃宗澤、田蕊妮、陳茵媺                                                              | 網頁 （页面存档备份，存于） | 薛家華                      | 徐遇安        |                                                                                              |
| 10月12日 | 40   | 內地 | 女人花                 | 秦海璐、劉 濤、張 彤、馮紹峰、涂黎曼、張 超、黃 明                                          |                             |                             |               | 高清製作                                                                                     |
| 10月18日 | 32   | 香港 | 巾幗梟雄之義海豪情     | 鄧萃雯、黎耀祥、黃浩然、陳法拉、惠英紅、岳 華、謝雪心、敖嘉年、胡定欣、麥長青、郭 峰        | 網頁 （页面存档备份，存于） | 張華標 陳靜儀               | 李添勝        | 43周年台慶劇／高清製作/又名《巾幗梟雄2》別名《義海豪情》《巾幗梟雄II義海豪情》《九姑娘傳奇》 |
| 11月1日  | 30   | 香港 | 刑警                   | 苗僑偉、黃日華、宣 萱、胡定欣、王浩信、王君馨、陳秀珠、梁烈唯                               | 網頁 （页面存档备份，存于） | 劉彩雲 梁恩東               | 唐基明        | 43周年台慶劇                                                                                 |
| 11月29日 | 80   | 香港 | 依家有喜               | 郭晉安、廖碧兒、米 雪、秦 沛、廖安麗、許紹雄、郭政鴻                                        | 網頁 （页面存档备份，存于） | 黃國輝 陳金鈴 梁恩東        | 潘嘉德        | 前名《醫家有喜》 處境劇 高清製作                                                             |
| 11月29日 | 20   | 香港 | 囧探查過界             | 王 喜、鍾嘉欣、黃浩然、李思捷、陳國邦、朱慧敏、苑瓊丹、石 修                                | 網頁 （页面存档备份，存于） | 關頌玲                      | 羅永賢        |                                                                                              |
| 12月13日 | 11   | 日本 | SP特警                 | 岡田准一、堤真一、真木陽子                                                                  |                             |                             |               | 外購劇 高清製作                                                                              |
| 12月13日 | 20   | 香港 | 誘情轉駁               | 馬浚偉、陳法拉、蒙嘉慧、黃德斌、李思捷、洪天明、黃智賢、劉 丹                               | 網頁 （页面存档备份，存于） | 劉枝華                      | 徐遇安        |                                                                                              |
| 12月19日 | 2    | 日本 | 再造機械夢情人         | 速水直道、相武紗季                                                                          |                             |                             |               | 外購劇 高清製作                                                                              |
| 12月23日 | 1    | 日本 | 給60年後的情書         | 新垣結衣、渡邊大                                                                            |                             |                             |               | 外購劇 高清製作                                                                              |
| 12月27日 | 20   | 香港 | 居家兵團               | 汪明荃、夏 雨、鄭嘉穎、廖碧兒、苟芸慧、曹永廉、王浩信、黃智雯                               | 網頁 （页面存档备份，存于） | 阮少娜 孫浩浩               | 林志華        |                                                                                              |

## 2011年
| 首播     | 集數 | 來源   | 劇名             | 主演                                                                                   | 官網                                                        | 編審          | 監製   | 備註                                                    |
| 1月2日   | 10   | 日本   | CHANGE           | 木村拓哉、深津繪里、阿部寬、加藤羅莎                                                   | 網頁 （页面存档备份，存于）                                 |               |        | 外購劇 高清製作                                         |
| 1月3日   | 32   | 韓國   | 食客             | 金來沅、南相美、權伍中、金素妍                                                         |                                                             |               |        | 外購劇 高清製作                                         |
| 1月10日  | 20   | 香港   | 仁心解碼         | 方中信、徐子珊、黃浩然、岳 華、蔣志光、張國強                                          | 網頁 （页面存档备份，存于）                                 | 關頌玲        | 羅永賢 | 於2009年6月海外發行                                     |
| 1月24日  | 20   | 香港   | 隔離七日情       | 馬浚偉、郭羨妮、黃宗澤、元 華、鄧健泓、羅敏莊、鄭欣宜                                  | 網頁 （页面存档备份，存于）                                 | 吳肇銅        | 梁材遠 |                                                         |
| 1月29日  | 20   | 韓國   | 意麵情迷         | 李善均、孔孝真、李荷妮、Alex                                                           | 網頁 （页面存档备份，存于）                                 |               |        | 外購劇 高清製作                                         |
| 2月7日   | 20   | 香港   | 魚躍在花見       | 張智霖、謝天華、胡杏兒、劉松仁、楊 怡、呂有慧                                          | 網頁 （页面存档备份，存于）                                 | 歐冠英 盧美雲 | 莊偉建 | 前名《魚躍在花見の朝》、《魚躍在冬季》／高清製作 賀歲劇 |
| 2月7日   | 10   | 香港   | 你們我們他們     | 吳卓羲、徐子珊                                                                         | 網頁 （页面存档备份，存于）                                 | 徐家祥        | 何小慧 | 「愛的季節」呈獻／單元劇／高清製作                      |
| 2月18日  | 34   | 新加坡 | 小娘惹           | 歐 萱、白薇秀、戚玉武、方展發、戴陽天、姚玟隆、林梅嬌、郭蕙雯                          |                                                             | 洪榮狄        | 謝敏洋 | 外購劇                                                  |
| 2月21日  | 30   | 香港   | Only You 只有您  | 李司棋、蒙嘉慧、鄭嘉穎、田蕊妮、麥長青                                                 | 網頁 （页面存档备份，存于）                                 | 蔡婷婷 黃育德 | 王心慰 | 「愛的季節」呈獻                                        |
| 3月1日   | 20   | 香港   | 駁命老公追老婆   | 方中信、郭羨妮、陳 豪、袁彩雲、謝天華                                                  | 網頁 （页面存档备份，存于）                                 | 黃國輝 伍立光 | 莊偉建 | 於2002年11月11日海外發行                                |
| 3月7日   | 23   | 韓國   | 熱血仁心         | 池 誠、金敏貞、趙載賢                                                                  | 網頁 （页面存档备份，存于）                                 |               |        | 外購劇 高清製作                                         |
| 3月7日   | 32   | 香港   | 女拳             | 劉 璇、黃宗澤、馬國明、陳法拉、姜大偉、岳 華、林嘉華、黃浩然、關禮傑                   | 網頁 （页面存档备份，存于）                                 | 劉枝華 蔡婷婷 | 羅永賢 | 高清製作                                                |
| 3月8日   | 30   | 香港   | 布衣神相         | 林文龍、林 峯、楊 怡、李詩韻、姜大偉、向海嵐、胡定欣                                   |                                                             | 蔡淑賢 葉世康 | 關永忠 | 於2006年8月21日海外發行                                 |
| 3月13日  | 11   | 日本   | 白色春天         | 阿部寬、大橋望美、吉高由里子、遠藤憲一                                                 | 網頁 （页面存档备份，存于）                                 |               |        | 外購劇 高清製作                                         |
| 3月21日  | 160  | 香港   | 誰家灶頭無煙火   | 岳 華、陳智燊、田蕊妮、歐錦棠、林漪娸、馬海倫                                          | 網頁 （页面存档备份，存于）                                 | 邵麗瓊 冼翠貞 | 徐遇安 | 處境劇／高清製作                                        |
| 3月29日  | 20   | 香港   | 七號差館         | 薛家燕、吳啟華、張可頤、張兆輝、曹永廉、汪 琳                                          |                                                             | 張華標 梁劍豪 | 蕭顯輝 | 於2002年4月1日海外發行／海外版25集                      |
| 4月4日   | 30   | 香港   | 洪武三十二       | 馬德鐘、謝天華、徐子珊、陳鍵鋒、江若琳、陳山聰                                         | 網頁 （页面存档备份，存于）                                 | 黃國輝 蔡淑賢 | 黃偉聲 | 高清製作                                                |
| 4月18日  | 30   | 香港   | 點解阿Sir係阿Sir | 陳 豪、楊 怡、鍾嘉欣、吳卓羲                                                           | 網頁 （页面存档备份，存于）                                 | 梁敏華 黃育德 | 劉家豪 |                                                         |
| 5月3日   | 20   | 台灣   | 幸福的抉擇       | 藍正龍、劉心悠、林立雯、陳宇凡、曾少宗、莎 莎                                          | 網頁 （页面存档备份，存于） TVBS網頁 （页面存档备份，存于） |               |        | 外購劇 合拍劇（TVBI、TVBS） 高清製作                    |
| 5月16日  | 20   | 香港   | 花花世界花家姐   | 佘詩曼、林 峯、梁靖琪、敖嘉年                                                          | 網頁 （页面存档备份，存于）                                 | 梁恩東 潘漫紅 | 關永忠 |                                                         |
| 5月29日  | 10   | 日本   | 華麗的間諜       | 長瀨智也、深田恭子、寺島進、渡哲也、杏、柄本明                                         |                                                             |               |        | 外購劇 高清製作                                         |
| 5月30日  | 20   | 香港   | 怒火街頭         | 鄭嘉穎、胡杏兒、李璨琛、林子善、滕麗名、陳敏之、石 修、關禮傑                          | 網頁 （页面存档备份，存于）                                 | 劉彩雲 陳金鈴 | 唐基明 | 大陸名稱《鬥智情緣》                                    |
| 6月1日   | 33   | 內地   | 蝸居             | 海 清、李 念、张嘉译、郝 平、文 章                                                     | 網頁 （页面存档备份，存于）                                 |               |        | 外購劇 高清製作                                         |
| 6月13日  | 30   | 香港   | 團圓             | 郭晉安、陳錦鴻、吳卓羲、徐子珊、劉兆銘、梁靖琪、羅仲謙                                 | 網頁 （页面存档备份，存于）                                 | 阮少娜 葉世康 | 張乾文 | 高清製作                                                |
| 6月25日  | 20   | 韓國   | 賢內助女王       | 金南珠、吳智昊、李惠英、崔浩哲、鮮于善、尹尚賢                                         | 網頁 （页面存档备份，存于）                                 |               |        | 外購劇 高清製作                                         |
| 6月27日  | 25   | 香港   | 真相             | 楊 怡、黃浩然、陳展鵬、阮兆祥、唐詩詠、黎諾懿                                          | 網頁 （页面存档备份，存于）                                 | 關頌玲        | 王心慰 |                                                         |
| 7月25日  | 26   | 香港   | 紫禁驚雷         | 馬浚偉、馬國明、陳國邦、李詩韻、唐詩詠、姚子羚、麥長青、程可為                         | 網頁 （页面存档备份，存于）                                 | 吳肇銅 薛家華 | 梁材遠 | 前名《大內侍衞》                                        |
| 8月1日   | 30   | 香港   | 潛行狙擊         | 謝天華、黃宗澤、陳法拉、徐子珊、劉松仁、張國強、江美儀、黃智賢、郭政鴻、歐陽靖、黃智雯 | 網頁 （页面存档备份，存于）                                 | 歐冠英 蔡淑賢 | 莊偉建 | 高清製作                                                |
| 8月7日   | 10   | 日本   | 我的帥管家       | 水嶋Hiro、榮倉奈奈、佐藤健、山田優、向井理                                             | 網頁 （页面存档备份，存于）                                 |               |        | 外購劇 高清製作                                         |
| 8月15日  | 9    | 日本   | 講數阿姐2        | 米倉涼子、陣內孝則、高橋克實、筧利夫、城田優                                           | 網頁 （页面存档备份，存于）                                 |               |        | 外購劇 高清製作                                         |
| 8月26日  | 25   | 韓國   | 太陽的女兒       | 金志秀、韓在碩、李荷娜、鄭糠雲                                                         | 網頁 （页面存档备份，存于）                                 |               |        | 外購劇 高清製作                                         |
| 8月29日  | 20   | 香港   | 蓋世孖寶         | 吳卓羲、陳鍵鋒、曹敏莉、蓋鳴暉、蘇玉華、元 華、郭 峰                                   | 網頁 （页面存档备份，存于）                                 | 陳靜儀 黃育德 | 梁材遠 | 又名《肝膽崑崙》／於2005年5月2日海外發行                |
| 8月29日  | 25   | 香港   | 九江十二坊       | 林保怡、陳錦鴻、薛家燕、鍾嘉欣、敖嘉年、江美儀、馬 賽                                  | 網頁 （页面存档备份，存于）                                 | 阮少娜 劉彩雲 | 黃偉聲 | 前名《九江意醲》                                        |
| 9月12日  | 20   | 香港   | 不速之約         | 歐陽震華、林 峯、楊 怡、姜大偉、黃淑儀、陳國邦、馬 賽、黃智雯                          | 網頁 （页面存档备份，存于）                                 | 朱鏡祺 李綺華 | 潘嘉德 |                                                         |
| 9月26日  | 9    | 日本   | 守財奴           | 松山研一、Mimura、木南晴夏、椎名桔平、宮川大輔                                         | 網頁 （页面存档备份，存于）                                 |               |        | 外購劇 高清製作                                         |
| 10月3日  | 20   | 香港   | 荃加福祿壽探案   | 汪明荃、王祖藍、阮兆祥、李思捷、鍾嘉欣、陳茵媺、梁靖琪、商天娥、苟芸慧、石 修          | 網頁 （页面存档备份，存于）                                 | 潘漫紅 梁恩東 | 關永忠 | 巡禮名《福祿壽.com》／邁向45周年台慶亮燈劇              |
| 10月4日  | 61   | 內地   | 包青天           | 金超群、何家勁、范鴻軒                                                                 |                                                             |               |        | 外購劇 高清製作                                         |
| 10月10日 | 30   | 香港   | 法證先鋒III      | 黎耀祥、張可頤、徐子珊、吳卓羲、陳茵媺、蕭正楠、胡定欣、陳展鵬                         | 網頁 （页面存档备份，存于）                                 | 蔡婷婷 梁敏華 | 梅小青 | 邁向45周年台慶劇／高清製作／又名《法證先鋒3》           |
| 10月16日 | 9    | 日本   | 妙手蘭心         | 藤原紀香、上地雄輔、松下由樹、板谷由夏                                                 |                                                             |               |        | 外購劇 高清製作                                         |
| 10月31日 | 11   | 日本   | 魔王             | 大野智、生田斗真、小林涼子                                                             | 網頁 （页面存档备份，存于）                                 |               |        | 外購劇 高清製作                                         |
| 10月31日 | 139  | 香港   | 結·分@謊情式     | 張兆輝、商天娥、滕麗名、陳奐仁、林夏薇、袁偉豪、謝雪心、胡 楓                          | 網頁 （页面存档备份，存于）                                 | 彭美鳳 潘漫紅 | 關永忠 | 處境劇／高清製作                                        |
| 10月31日 | 29   | 香港   | 萬凰之王         | 宣 萱、胡杏兒、陳錦鴻、黃淑儀、胡定欣、陳山聰、張國強、江美儀                          | 網頁 （页面存档备份，存于）                                 | 李綺華 蔡淑賢 | 莊偉建 | 邁向45周年台慶劇／高清製作                              |
| 11月21日 | 30   | 香港   | 天與地           | 林保怡、陳 豪、佘詩曼、邵美琪、黃德斌、金燕玲                                          | 網頁 （页面存档备份，存于）                                 | 周旭明        | 戚其義 | 邁向45周年台慶劇／高清製作                              |
| 11月26日 | 20   | 韓國   | 請給我摘星星     | 金智勳、崔貞媛、申東旭、蔡英仁                                                         | 網頁 （页面存档备份，存于）                                 |               |        | 外購劇 高清製作                                         |
| 12月6日  | 21   | 香港   | 我的如意狼君     | 周麗淇、黃浩然、姚子羚、龔嘉欣、曹永廉、姚嘉妮、陳秀珠                                 | 網頁 （页面存档备份，存于）                                 | 石凱婷        | 李添勝 | 邁向45周年年度壓軸／前名《大話情人》／高清製作          |
| 12月12日 | 9    | 日本   | 雙頭犬           | 瀧澤秀明、錦戶亮、水川麻美、佐佐木藏之介                                               |                                                             |               |        | 外購劇 高清製作                                         |
| 12月25日 | 9    | 日本   | 女警奇案不思議   | 菅野美穗、平岡祐太                                                                     | 網頁 （页面存档备份，存于）                                 |               |        | 外購劇 高清製作                                         |

## 2012年
（除特別注明外，均為高清製作）
| 首播     | 集數 | 來源 | 劇名                  | 主演                                                                                         | 官網                        | 編審                              | 監製   | 備註                                                                        |
| 1月3日   | 40   | 內地 | 射鵰英雄傳            | 胡 歌、林依晨、袁 弘、劉詩詩、李 解、黃秋生、梁家仁、周海媚                                  | 網頁 （页面存档备份，存于） |                                   |        | 外購劇                                                                      |
| 1月3日   | 20   | 香港 | 換樂無窮              | 胡杏兒、李思捷、李詩韻、王浩信、商天娥、劉 江、湯盈盈、蔣志光                                | 網頁 （页面存档备份，存于） | 陳金鈴 梁恩東                     | 林志華 | 低清製作                                                                    |
| 1月3日   | 30   | 香港 | 缺宅男女              | 苗僑偉、謝天華、郭羨妮、鍾嘉欣、吳卓羲、滕麗名、黃智雯、羅仲謙                               | 網頁 （页面存档备份，存于） | 劉彩雲 孫浩浩                     | 張乾文 | 前名《抉宅男女》／低清製作                                                  |
| 1月30日  | 20   | 香港 | 4 In Love             | 佘詩曼、陳 豪、黃德斌、金 剛、郭少芸、江欣燕、葉翠翠、韋家雄、簡慕華                         | 網頁 （页面存档备份，存于） | 周旭明                            | 戚其義 | 2012年「愛的季節」呈獻                                                      |
| 2月13日  | 25   | 香港 | On Call 36小時        | 馬國明、楊 怡、羅仲謙、黃智雯、袁偉豪、張慧雯、黃智賢、曹永廉                                | 網頁 （页面存档备份，存于） | 孫浩浩 潘漫紅 梁恩東              | 潘嘉德 |                                                                             |
| 2月20日  | 10   | 日本 | 臨場~非常鑑證官       | 内野聖陽、松下由樹、渡邊大、高嶋政伸                                                         |                             |                                   |        | 外購劇                                                                      |
| 2月26日  | 11   | 日本 | BOSS                  | 天海祐希、竹野內豐、戶田惠梨香、玉山鐵二                                                     | 網頁 （页面存档备份，存于） |                                   |        | 外購劇                                                                      |
| 2月27日  | 25   | 香港 | 東西宮略              | 郭晉安、陳法拉、陳敏之、阮兆祥、黃智賢、曹永廉、阮小儀、呂慧儀                               | 網頁 （页面存档备份，存于） | 黃國輝                            | 黃偉聲 |                                                                             |
| 3月2日   | 24   | 中台 | 泡沫之夏              | 徐熙媛、何潤東、黃曉明、林嘉綺、蔣 怡                                                        |                             |                                   |        | 外購劇                                                                      |
| 3月19日  | 20   | 香港 | 當旺爸爸              | 夏 雨、馬浚偉、鍾嘉欣、蕭正楠、麥長青、胡定欣、樂 瞳、周 驄                                  | 網頁 （页面存档备份，存于） | 梁敏華 梁詠梅                     | 梅小青 |                                                                             |
| 3月26日  | 10   | 日本 | 海容~小學生殺人事件   | 稻森泉、板谷由夏、山本太郎                                                                   | 網頁 （页面存档备份，存于） |                                   |        | 外購劇                                                                      |
| 4月2日   | 20   | 香港 | 盛世仁傑              | 鄭則士、陳錦鴻、郭羨妮、廖碧兒、黎耀祥、陳秀珠、唐 寧、李香琴                                | 網頁 （页面存档备份，存于） | 賈偉南                            | 梁材遠 | 於2009年2月海外發行／低清製作                                               |
| 4月14日  | 16   | 韓國 | 千億寵愛在一身        | 尹恩惠、尹尚賢、丁一宇、文彩媛                                                               | 網頁 （页面存档备份，存于） |                                   |        | 外購劇                                                                      |
| 4月16日  | 30   | 韓國 | 推奴                  | 張 赫、李多海、吳智昊、孔炯軫、李鐘赫                                                        | 網頁 （页面存档备份，存于） |                                   |        | 外購劇                                                                      |
| 4月16日  | 25   | 香港 | 拳王                  | 鄭嘉穎、黃浩然、李詩韻、唐詩詠、黃德斌、胡定欣、陳國邦、蕭正楠                               | 網頁 （页面存档备份，存于） | 關頌玲                            | 羅永賢 |                                                                             |
| 4月30日  | 8    | 日本 | 潘朵拉風暴            | 三上博史、柳葉敏郎、小西真奈美、山本耕史                                                     |                             |                                   |        | 外購劇                                                                      |
| 4月30日  | 30   | 香港 | 耀舞長安              | 歐陽震華、胡杏兒、鍾嘉欣、麥長青、馬 賽、陳自瑤、湯盈盈、梁烈唯                              | 網頁 （页面存档备份，存于） | 劉彩雲 湯健萍                     | 張乾文 | 前名《樂府藏龍》／低清製作                                                  |
| 5月14日  | 804  | 香港 | 愛·回家               | 劉 丹、徐 榮、黎諾懿、林漪娸、郭少芸、吳家樂、蔣家旻、羅天宇、朱慧敏                         | 網頁 （页面存档备份，存于） | 邵麗瓊 冼翠貞 葉廣蔭 馬俊縈 蕭 朗 | 徐遇安 | 處境劇                                                                      |
| 5月20日  | 11   | 日本 | 任俠「耆」兵          | 草彅剛、黑木美沙、夏川結衣、松平健、加藤清史郎                                               |                             |                                   |        | 外購劇                                                                      |
| 5月21日  | 30   | 香港 | 心戰                  | 鄭少秋、陳 豪、黃德斌、邵美琪、陳茵媺                                                        | 網頁 （页面存档备份，存于） | 周旭明                            | 戚其義 |                                                                             |
| 5月28日  | 10   | 日本 | 東京癲狗              | 小栗旬、水嶋宏                                                                               | 網頁 （页面存档备份，存于） |                                   |        | 外購劇                                                                      |
| 5月29日  | 34   | 台灣 | 下一站，幸福          | 吳建豪、安以軒、吳慷仁、許瑋甯                                                               | 網頁 （页面存档备份，存于） |                                   |        | 外購劇                                                                      |
| 6月11日  | 21   | 香港 | 衝呀！瘦薪兵團        | 陳展鵬、田蕊妮、阮兆祥、唐詩詠、陳智燊、歐錦棠、郭少芸、李亞男                               | 網頁 （页面存档备份，存于） | 劉枝華                            | 王心慰 | 前名《Chok氣一族》                                                          |
| 6月24日  | 13   | 香港 | 飛虎                  | 馬德鐘、宣 萱、羅仲謙、梁烈唯、王浩信、黃智雯、苟芸慧、袁偉豪                                | 網頁 （页面存档备份，存于） | 李綺華                            | 林志華 |                                                                             |
| 7月2日   | 20   | 香港 | 護花危情              | 黃宗澤、鍾嘉欣、秦 沛、蔣志光、樂 瞳、羅鈞滿、朱慧敏、簡慕華                                 | 網頁 （页面存档备份，存于） | 蔡婷婷 梁詠梅                     | 劉家豪 |                                                                             |
| 7月9日   | 25   | 香港 | 回到三國              | 林 峯、馬國明、楊 怡、梁嘉琪、陳展鵬、敖嘉年                                                 | 網頁 （页面存档备份，存于） | 劉枝華 黃育德                     | 劉家豪 |                                                                             |
| 7月16日  | 8    | 日本 | Mr. Brain             | 木村拓哉、綾瀨遙、水嶋宏                                                                     |                             |                                   |        | 外購劇                                                                      |
| 7月30日  | 21   | 香港 | 怒火街頭2             | 鄭嘉穎、胡杏兒、李璨琛、林子善、曹永廉、苟芸慧、賈曉晨、江美儀                               | 網頁 （页面存档备份，存于） | 劉彩雲 孫浩浩                     | 陳維冠 | 巡禮名《怒火街頭II》／又名《鬥智情緣2》《鬥智情緣II》、大陸譯名《歡喜情緣》 |
| 7月31日  | 20   | 韓國 | 明星的戀人            | 崔智友、劉智泰、李基佑、車藝蓮、成智陸、鄭雲澤                                               |                             |                                   |        | 外購劇                                                                      |
| 8月4日   | 20   | 韓國 | 熟女辛市長            | 金宣兒、車勝元、李亨哲、秋相美                                                               | 網頁 （页面存档备份，存于） |                                   |        | 外購劇                                                                      |
| 8月5日   | 11   | 日本 | 契爸唔易做            | 阿部貞夫、蘆田愛菜、鈴木福、比嘉愛未                                                         |                             |                                   |        | 外購劇                                                                      |
| 8月13日  | 28   | 香港 | 造王者                | 黎耀祥、鄭則士、敖嘉年、黎諾懿、田蕊妮、唐詩詠、姚子羚、苑瓊丹、郭少芸                       | 網頁 （页面存档备份，存于） | 吳肇銅 薛家華                     | 梁材遠 |                                                                             |
| 8月20日  | 11   | 日本 | 仁醫                  | 大澤隆夫、中谷美紀、綾瀨遙、內野聖陽、小出惠介、小日向文世、武田鐵矢                         |                             |                                   |        | 外購劇                                                                      |
| 8月27日  | 22   | 香港 | 巴不得媽媽...         | 汪明荃、黃淑儀、錢嘉樂、羅仲謙、黃智雯、岑麗香、李成昌、朱咪咪、鍾景輝、古明華               | 網頁 （页面存档备份，存于） | 陳金鈴                            | 潘嘉德 |                                                                             |
| 9月4日   | 28   | 台灣 | 就想賴著妳            | 言承旭、陳嘉樺、小嫻、張勛傑、陳紫函、周曉涵、小小彬、紀欣伶                                 | 網頁 （页面存档备份，存于） |                                   |        | 外購劇                                                                      |
| 9月17日  | 25   | 香港 | 天梯                  | 陳 豪、張可頤、黃德斌、陳茵媺、羅 蘭、蕭正楠                                                 | 網頁 （页面存档备份，存于） | 陳靜儀 石凱婷                     | 李添勝 |                                                                             |
| 9月24日  | 30   | 香港 | 雷霆掃毒              | 苗僑偉、林 峯、徐子珊、吳綺莉、官恩娜、黃智賢、歐陽靖、郭政鴻、羅樂林、林子善                | 網頁 （页面存档备份，存于） | 梁恩東 葉天成                     | 林志華 |                                                                             |
| 10月1日  | 11   | 日本 | 臨場~非常鑑證官2      | 內野聖陽、松下由樹、高嶋政伸                                                                 |                             |                                   |        | 外購劇                                                                      |
| 10月8日  | 20   | 香港 | 肥婆奶奶扭計媳        | 沈殿霞、向海嵐、江 華、盧慶輝、林尚義、曹 眾、安德尊、許秋怡                                 |                             | 賈偉南                            | 李添勝 | 前名《郵購新娘》／於2001年10月22日海外發行／標清制作                        |
| 10月21日 | 1    | 日本 | 契爸唔易做~暑假大作戰 | 阿部貞夫、蘆田愛菜、鈴木福                                                                   |                             |                                   |        | 外購劇                                                                      |
| 10月22日 | 40   | 香港 | 名媛望族              | 劉松仁、陳玉蓮、楊 怡、馬國明、吳卓羲、朱晨麗、韓馬利、江美儀、王浩信、黃智賢、馬 賽、賈曉晨 | 網頁 （页面存档备份，存于） | 歐冠英 盧美雲                     | 莊偉建 | 45周年台慶劇                                                                |
| 10月28日 | 10   | 日本 | 跳舞醫生              | 東山紀之、多部未華子                                                                         |                             |                                   |        | 外購劇                                                                      |
| 11月5日  | 33   | 香港 | 大太監                | 黎耀祥、米 雪、邵美琪、黃浩然、陳茵媺、曹永廉、胡定欣、唐詩詠、陳國邦、蕭正楠                | 網頁 （页面存档备份，存于） | 關頌玲                            | 羅永賢 | 45周年台慶劇                                                                |
| 11月6日  | 20   | 香港 | 我外母唔係人          | 薛家燕、梁榮忠、鍾嘉欣、元 華                                                                |                             | 趙靜蓉 周燕嫻                     | 黄偉聲 | 於2007年1月15日海外發行／低清制作                                           |
| 12月5日  | 20   | 香港 | 驚艷一槍              | 馬德鐘、歐錦棠、陳錦鴻、佘詩曼、陳松伶、文頌嫻                                               |                             | 朱鏡祺                            | 唐基明 | 於2005年1月10日海外發行／低清製作                                           |
| 12月18日 | 20   | 香港 | 幸福摩天輪            | 鍾嘉欣、陳智燊、蔣志光、林夏薇、樂 瞳                                                        | 網頁 （页面存档备份，存于） | 陳靜儀                            | 方駿釗 |                                                                             |
| 12月18日 | 26   | 香港 | 法網狙擊              | 謝天華、楊 怡、森 美、陳敏之、阮兆祥、王浩信、許紹雄                                         | 網頁 （页面存档备份，存于） | 伍立光 湯健萍                     | 文偉鴻 |                                                                             |

## 2013年
（除特別注明外，均為高清製作）
| 首播     | 集數 | 來源 | 劇名                 | 主演                                                                                                   | 官網                        | 編審                 | 監製   | 備註                               |
| 1月2日   | 36   | 內地 | 金大班               | 范冰冰、方中信、周渝民、范文芳                                                                         | 網頁 （页面存档备份，存于） |                      |        | 外購劇                             |
| 1月2日   | 20   | 香港 | 談談情·練練武        | 林保怡、郭羨妮、龔蓓苾、夏 雨                                                                          |                             | 鮑偉聰               | 戚其義 | 於2002年5月27日海外發行／低清製作  |
| 1月5日   | 16   | 韓國 | 不能結婚Kimchi男     | 池珍熙、嚴正花、金素恩、楊正雅                                                                         | 網頁 （页面存档备份，存于） |                      |        | 外購劇                             |
| 1月13日  | 9    | 日本 | 黃金之豚             | 篠原涼子、岡田將生、大泉洋                                                                             |                             |                      |        | 外購劇                             |
| 1月14日  | 20   | 香港 | 老表，你好嘢！       | 郭晉安、王祖藍、萬綺雯、王菀之、湯盈盈                                                                 | 網頁 （页面存档备份，存于） | 龍文康               | 黃偉聲 |                                    |
| 1月21日  | 20   | 香港 | 初五啟市錄           | 黃浩然、郭羨妮、陳錦鴻、林夏薇                                                                         | 網頁 （页面存档备份，存于） | 陳靜儀               | 梁材遠 | 2013年賀歲劇                       |
| 2月1日   | 20   | 香港 | 戀愛星求人           | 馬浚偉、謝天華、楊 怡                                                                                  |                             | 陳靜儀 劉枝華        | 徐遇安 | 於2010年1月海外發行／最低清製作    |
| 2月4日   | 1    | 日本 | 任俠「耆」兵再現江湖 | 草彅剛、黑木美沙、夏川結衣、松平健、加藤清史郎                                                         |                             |                      |        | 外購劇                             |
| 2月11日  | 20   | 香港 | 戀愛季節             | 馬國明、胡杏兒、徐子珊、吳卓羲、胡定欣、羅仲謙、王浩信、梁靖琪、梁烈唯                                 | 網頁 （页面存档备份，存于） | 黃國輝 關皓月        | 關永忠 | 2013年「愛的季節」呈献總劇         |
| 2月18日  | 10   | 日本 | 美麗慌鄰             | 仲間由紀惠、檀 麗                                                                                      |                             |                      |        | 外購劇                             |
| 2月18日  | 20   | 香港 | 心路GPS              | 李司棋、陳展鵬、麥長青、黃翠如、陳秀珠、張景淳                                                         | 網頁 （页面存档备份，存于） | 劉枝華               | 李艷芳 |                                    |
| 2月28日  | 40   | 內地 | 包青天之七俠五義     | 金超群、何家勁、范鴻軒                                                                                 |                             |                      |        | 外購劇                             |
| 3月7日   | 30   | 香港 | 鳳舞香羅             | 陳 豪、江 華、向海嵐、黎 姿、吳美珩、魏駿傑、唐文龍                                                    |                             | 陳靜儀 梁詠梅        | 蕭顯輝 | 於2003年12月15日海外發行／低清製作 |
| 3月11日  | 21   | 香港 | 女警愛作戰           | 周麗淇、謝天華、黃智雯、高鈞賢、朱 璇、呂慧儀、王君馨、許紹雄                                          | 網頁 （页面存档备份，存于） | 關皓月               | 張乾文 | 於2012年4月海外發行                |
| 3月18日  | 25   | 香港 | 仁心解碼II           | 方中信、楊 怡、蒙嘉慧、黃智賢、蕭正楠、陳茵媺、蔣志光、陳國邦                                          | 網頁 （页面存档备份，存于） | 關頌玲               | 羅永賢 |                                    |
| 3月31日  | 10   | 日本 | 我與明星的99日       | 西島秀俊、金泰希                                                                                       |                             |                      |        | 外購劇                             |
| 4月8日   | 11   | 日本 | 魔女的契約           | 菅野美穗、玉木宏                                                                                       |                             |                      |        | 外購劇                             |
| 4月8日   | 25   | 香港 | 神探高倫布           | 黎耀祥、敖嘉年、馬 賽、蕭正楠、唐詩詠                                                                  | 網頁 （页面存档备份，存于） | 葉廣蔭               | 李添勝 |                                    |
| 4月18日  | 20   | 香港 | 凶城計中計           | 陳錦鴻、謝天華、廖碧兒、岳 華、湯盈盈                                                                  |                             | 盧美雲               | 莊偉建 | 於2007年3月12日海外發行／低清製作  |
| 4月22日  | 30   | 香港 | 金枝慾孽貳           | 蔡少芬、鄧萃雯、伍詠薇、陳 豪、關禮傑、黃德斌                                                          | 網頁 （页面存档备份，存于） | 周旭明               | 戚其義 | 巡禮名《金枝慾孽II》               |
| 5月3日   | 40   | 內地 | 包青天之碧血丹心     | 金超群、何家勁、范鴻軒                                                                                 |                             |                      |        | 外購劇                             |
| 5月4日   | 16   | 韓國 | 愛上師奶經理人       | 蔡 琳、崔始源、李賢宇、朴寒星                                                                          | 網頁 （页面存档备份，存于） |                      |        | 外購劇                             |
| 5月13日  | 25   | 香港 | 情越海岸線           | 黃浩然、陳展鵬、陳茵媺、李詩韻、姚子羚、楊 明、樂 瞳、岳 華                                            | 網頁 （页面存档备份，存于） | 吳肇銅               | 梁材遠 |                                    |
| 5月17日  | 20   | 香港 | 千謊百計             | 陳鍵鋒、黃宗澤、徐子珊、楊思琦                                                                         | 網頁 （页面存档备份，存于） | 張華標               | 徐遇安 | 於2006年12月18日海外發行／標清製作 |
| 5月19日  | 4    | 日本 | 橫山秀夫謎之劇場     | 仲村徹、岸谷五朗、玉山鐵二、渡部篤郎                                                                   |                             |                      |        | 外購劇                             |
| 6月3日   | 30   | 香港 | 好心作怪             | 苗僑偉、黃宗澤、周麗淇、萬綺雯、黃智雯、王浩信、許紹雄、袁偉豪                                         | 網頁 （页面存档备份，存于） | 彭美鳳 梁恩東        | 張乾文 | 前名《一切從心開始》               |
| 6月9日   | 8    | 日本 | 追稅女王             | 米倉涼子、柳葉敏郎、塚本高史、飯島直子                                                                 |                             |                      |        | 外購劇                             |
| 6月17日  | 20   | 香港 | 熟男有惑             | 郭晉安、李思捷、單立文、曹永廉、陳敏之、李詩韻、滕麗名、王君馨、羅 蘭                                  | 網頁 （页面存档备份，存于） | 陳金鈴 黃國輝        | 林志華 | 前名《法網囂雄》                   |
| 7月6日   | 11   | 日本 |                      | 福山雅治、吉高由里子、澤部佑、北村一輝                                                                 | 網頁 （页面存档备份，存于） |                      |        | 外購劇                             |
| 7月8日   | 11   | 日本 | 仁醫                 | 大澤隆夫、綾瀨遙、中谷美紀、內野聖陽、小出惠介、小日向文世                                             |                             |                      |        | 外購劇                             |
| 7月12日  | 23   | 台灣 | 海派甜心             | 羅志祥、楊丞琳、李 威                                                                                  | 網頁 （页面存档备份，存于） |                      |        | 外購劇                             |
| 7月15日  | 20   | 香港 | 師父·明白了          | 黃浩然、黃翠如、麥長青、陳自瑤、羅 蘭、梁嘉琪、樂 瞳                                                   | 網頁 （页面存档备份，存于） | 石凱婷               | 陳耀全 |                                    |
| 7月15日  | 43   | 香港 | 衝上雲霄II           | 吳鎮宇、張智霖、胡杏兒、陳法拉、吳卓羲、馬國明、胡定欣、江美儀、羅仲謙、周志文、傅嘉莉、單立文、鄧梓峰 | 網頁 （页面存档备份，存于） | 歐冠英 盧美雲        | 陳維冠 |                                    |
| 8月4日   | 11   | 日本 | BOSS 2               | 天海祐希、竹野內豐、戶田惠梨香、玉山鐵二                                                               |                             |                      |        | 外購劇                             |
| 8月12日  | 31   | 香港 | 情逆三世緣           | 歐陽震華、關詠荷、敖嘉年、黃智雯、黃智賢、郭政鴻                                                       | 網頁 （页面存档备份，存于） | 葉天成 湯健萍        | 莊偉建 |                                    |
| 8月14日  | 34   | 台灣 | 敗犬女王             | 楊謹華、阮經天、楊雅筑、溫昇豪、張懷秋                                                                 | 網頁 （页面存档备份，存于） |                      |        | 外購劇                             |
| 8月26日  | 2    | 日本 | 砂之器               | 玉木宏、中谷美紀、佐佐木藏之介、小林薰                                                                 |                             |                      |        | 外購劇                             |
| 8月31日  | 16   | 韓國 | 檢察官公主           | 金素妍、朴施厚、韓正洙、崔松賢                                                                         | 網頁 （页面存档备份，存于） |                      |        | 外購劇                             |
| 9月2日   | 20   | 香港 | 上海傳奇             | 苗僑偉、黃宗澤、向海嵐、楊思琦                                                                         |                             | 劉枝華 李綺華 梁恩東 | 張乾文 | 於2006年5月15日海外發行／標清製作  |
| 9月4日   | 30   | 內地 | 審死官               | 郭晉安、佘詩曼、薛佳凝、苑瓊丹、林嘉華                                                                 |                             |                      |        | 外購劇                             |
| 9月9日   | 10   | 日本 | 新丁禮儀師           | 山下智久、榮倉奈奈、前田敦子、反町隆史                                                                 |                             |                      |        | 外購劇                             |
| 9月9日   | 25   | 香港 | 神鎗狙擊             | 張兆輝、謝天華、周海媚、徐子珊、岑麗香、李國麟、陳 煒                                                  | 網頁 （页面存档备份，存于） | 伍立光               | 關永忠 | 前名《神槍狙擊2013》               |
| 9月23日  | 32   | 香港 | 巨輪                 | 陳展鵬、鍾嘉欣、蕭正楠、田蕊妮、阮兆祥、李司棋                                                         | 網頁 （页面存档备份，存于） | 吳肇銅               | 王心慰 |                                    |
| 10月1日  | 40   | 中港 | 游劍江湖             | 郭羨妮、陳錦鴻、何家勁、陳 龍、陳怡蓉、李天翔、李 倩、李建群                                           | 網頁 （页面存档备份，存于） |                      | 唐基明 | 於2006年2月27日海外發行            |
| 10月14日 | 1    | 日本 | 熱血警校~最後的晚餐  | 佐藤浩市、黑木瞳、成宮寬貴                                                                             |                             |                      |        |                                    |
| 10月14日 | 32   | 香港 | 法外風雲             | 黎耀祥、陳 豪、陳法拉、伍詠薇、陳智燊、馬 賽                                                           | 網頁 （页面存档备份，存于） | 羅宗耀               | 徐正康 | 46周年台慶劇／ 前名《傳愛事務所》  |
| 10月20日 | 10   | 日本 | 反胖夢情人           | 相武紗季、速水直道                                                                                     |                             |                      |        | 外購劇                             |
| 10月21日 | 9    | 日本 | 熱血警校             | 佐藤浩市、三浦春馬、池松壯亮                                                                           |                             |                      |        | 外購劇                             |
| 10月22日 | 40   | 內地 | 美人心計             | 林心如、陳鍵鋒、楊 冪、王麗坤                                                                          | 網頁 （页面存档备份，存于） |                      |        | 外購劇                             |
| 11月4日  | 30   | 香港 | On Call 36小時II     | 吳啟華、馬國明、楊 怡、黃智雯、羅仲謙、朱千雪、岑麗香、蘇玉華、袁偉豪、古明華、黃淑儀                  | 網頁 （页面存档备份，存于） | 林忠邦               | 潘嘉德 | 46周年台慶劇                       |
| 11月25日 | 20   | 香港 | My盛Lady             | 黃子華、徐子珊、陳敏之、阮兆祥、許紹雄、江美儀、高海寧、沈震軒、林子善、梁靖琪                         | 網頁 （页面存档备份，存于） | 梁恩東 盧美雲        | 文偉鴻 |                                    |
| 12月2日  | 5    | 日本 | 99年的愛             | 草彅剛、仲間由紀惠                                                                                     |                             |                      |        | 外購劇                             |
| 12月17日 | 25   | 香港 | 舌劍上的公堂         | 郭晉安、田蕊妮、黃翠如、麥長青、林曉峰、李成昌、張國強、鄭俊弘                                         | 網頁 （页面存档备份，存于） | 劉枝華               | 李艷芳 |                                    |
| 12月23日 | 20   | 香港 | 貓屎媽媽             | 黃宗澤、米 雪、岑麗香、胡定欣、王浩信、古明華                                                          | 網頁 （页面存档备份，存于） | 陳金鈴 黃國輝        | 張乾文 |                                    |
| 12月28日 | 20   | 韓國 | 秘密花園             | 玄 彬、河智苑、尹相鉉、金莎朗                                                                          | 網頁 （页面存档备份，存于） |                      |        | 外購劇                             |

## 2014年
（除特別注明外，均為高清製作）
| 首播     | 集數 | 來源 | 劇名                             | 主演 | 官網                        | 編審                 | 監製          | 備註                           |
| 1月2日   | 106  | 內地 | 跟紅頂白大三元                   | 陳秀雯、廖啟智、羅家英、劉以達、江 華、龔慈恩                                                                    |                             |                      |               | 外購劇                         |
| 1月5日   | 10   | 日本 | 南極大陸                         | 木村拓哉、綾瀨遙、堺雅人、山本裕典                                                                               |                             |                      |               | 外購劇                         |
| 1月6日   | 8    | 日本 | 遺留搜查2                        | 上川隆也、齊藤由貴                                                                                               |                             |                      |               | 外購劇                         |
| 1月20日  | 22   | 香港 | 單戀雙城                         | 陳展鵬、陳茵媺、林夏薇、洪永城、楊 明、樊奕敏、高海寧、姚子羚                                                    | 網頁 （页面存档备份，存于） | 陳靜儀 關頌玲        | 方駿釗        | 「愛的季節」呈獻               |
| 1月20日  | 15   | 香港 | 新抱喜相逢                       | 薛家燕、滕麗名、湯盈盈、敖嘉年、麥長青、元 秋、安德尊、王梓軒、 洋                                               | 網頁 （页面存档备份，存于） | 鍾健強 岑國榮 萧 朗  | 關永忠        | 賀歲劇                         |
| 2月10日  | 25   | 香港 | 食為奴                           | 王祖藍、萬綺雯、黃智賢、胡定欣、張繼聰、何雁詩                                                                   | 網頁 （页面存档备份，存于） | 蕭 朗                | 黃偉聲        |                                |
| 2月17日  | 32   | 香港 | 守業者                           | 馬浚偉、楊 怡、麥長青、邵美琪、唐詩詠、曹永廉、楊 明、岳 華                                                      | 網頁 （页面存档备份，存于） | 吳肇銅               | 梁材遠        |                                |
| 3月3日   | 10   | 日本 | 命運之人                         | 本木雅弘、松隆子                                                                                                 |                             |                      |               | 外購劇                         |
| 3月17日  | 25   | 香港 | 叛逃                             | 陳展鵬、吳卓羲、陳茵媺、蒙嘉慧、李司棋、關禮傑、黃德斌、黎諾懿                                                   | 網頁 （页面存档备份，存于） | 賈偉南               | 王心慰        | 前名《ATF反恐》                |
| 3月30日  | 11   | 日本 | 華和家四姊妹                     | 觀月亞里莎、貫地谷詩穗梨、吉瀨美智子、川島海荷                                                                   |                             |                      |               | 外購劇                         |
| 3月31日  | 20   | 香港 | 愛我請留言                       | 黃浩然、黃翠如、關禮傑、洪永城、傅嘉莉、姚子羚、王浩信、陳秀珠、梁嘉琪、張頴康                                   | 網頁 （页面存档备份，存于） | 石凱婷               | 陳耀全        |                                |
| 4月5日   | 5    | 香港 | 廉政行動2014                     | 謝君豪、廖啟智、陳展鵬、鄭丹瑞、黃浩然、關禮傑、王浩信、楊思琦                                                   | 網頁 （页面存档备份，存于） |                      | 梁家樹 羅香蘭 | 合拍單元劇                     |
| 4月14日  | 10   | 日本 | 義勇神偷 Take Five               | 唐澤壽明、松雪泰子、松坂桃李、六角精兒、入江甚儀、倍賞美津子、稲垣吾郎                                           |                             |                      |               | 外購劇                         |
| 4月21日  | 32   | 香港 | 女人俱樂部                       | 李若彤、李麗珍、袁潔瑩、陳慧珊、葉蘊儀、張慧儀、江欣燕、吳啟華、鄭丹瑞、岑麗香、鄭敬基、苗金鳳                   | 網頁 （页面存档备份，存于） | 陳淑賢 馬嘉慧        | 曾志偉 陳維冠 | 前名《M Club》                 |
| 4月28日  | 40   | 內地 | 包青天之開封奇案                 | 金超群、何家勁、范鴻軒、王莎莎、王 皓                                                                            | 網頁 （页面存档备份，存于） |                      |               | 外購劇                         |
| 4月28日  | 45   | 內地 | 西遊記                           | 吴 樾、聶 遠、臧金生、徐锦江                                                                                     | 網頁 （页面存档备份，存于） |                      | 張紀中        | 外購劇                         |
| 5月19日  | 1    | 日本 | 血色草莓夜．死亡序章             | 竹內結子、西島秀俊、桐谷健太、林遣都、谷村美月                                                                   |                             |                      |               | 外購劇                         |
| 5月24日  | 16   | 韓國 | 情迷高跟鞋                       | 金宣兒、李章宇、朴健衡、林秀香                                                                                   | 網頁 （页面存档备份，存于） |                      |               | 外購劇                         |
| 5月26日  | 11   | 日本 | 血色草莓夜                       | 竹內結子、西島秀俊                                                                                               |                             |                      |               | 外購劇                         |
| 6月2日   | 30   | 香港 | 點金勝手                         | 黃宗澤、徐子珊、胡定欣、陳敏之、黃智賢、江美儀、梁靖琪、歐陽靖                                                   | 網頁 （页面存档备份，存于） | 彭美鳳 伍立光        | 莊偉建        |                                |
| 6月22日  | 11   | 日本 | 女管家三田                       | 松嶋菜菜子、長谷川博己、相武紗季                                                                                 |                             |                      |               | 外購劇                         |
| 6月30日  | 30   | 香港 | 寒山潛龍                         | 馬國明、敖嘉年、陳國邦、李詩韻、林夏薇、曹永廉、劉 江、蔣志光                                                    | 網頁 （页面存档备份，存于） | 關頌玲               | 羅永賢        |                                |
| 7月12日  | 10   | 日本 | 半澤直樹                         | 堺雅人、上戶彩、香川照之、北大路欣也                                                                             |                             |                      |               | 外購劇                         |
| 7月14日  | 30   | 香港 | 忠奸人                           | 郭晉安、田蕊妮、吳卓羲、商天娥、張繼聰、李子雄、陳智燊、楊 明                                                    | 網頁 （页面存档备份，存于） | 劉枝華               | 王心慰        |                                |
| 7月20日  | 12   | 香港 | 我們的天空                       | 洋、胡諾言、姚子羚、譚凱琪、羅浩楷、盧宛茵                                                                       | 網頁 （页面存档备份，存于） | 梁立人 陳文強 張海興 | 黃華麒        | 單元劇                         |
| 7月21日  | 1    | 日本 |                                  | 竹內結子、西島秀俊                                                                                               |                             |                      |               | 外購劇                         |
| 7月28日  | 11   | 日本 |                                  | 唐澤壽明、坂口憲二、松下奈緒、觀月亞里莎、反町隆史、長澤雅美、戶田惠梨香、三浦春馬、廣末涼子、篠原涼子、鈴木京香 |                             |                      |               | 外購劇                         |
| 8月11日  | 20   | 香港 | 載得有情人                       | 黎耀祥、蘇玉華、洪永城、唐詩詠、鍾景輝、劉 江、謝雪心、韓馬利                                                    | 網頁 （页面存档备份，存于） | 黃育德               | 方駿釗        | 前名《男大當婚》               |
| 8月25日  | 31   | 香港 | 使徒行者                         | 苗僑偉、佘詩曼、林 峯、陳敏之、許紹雄、江美儀、沈震軒、梁烈唯、梁靖琪                                            | 網頁 （页面存档备份，存于） | 葉天成 梁恩東 伍立光 | 文偉鴻        |                                |
| 8月29日  | 32   | 韓國 | 公主的男人                       | 朴施厚、文彩元、宋鍾浩、洪秀賢                                                                                   | 網頁 （页面存档备份，存于） |                      |               | 外購劇                         |
| 9月7日   | 9    | 日本 |                                  | 黑木瞳、相武紗季、郭智博、大地康雄、石田純一                                                                     | 網頁 （页面存档备份，存于） |                      |               | 外購劇                         |
| 9月8日   | 30   | 香港 | 大藥坊                           | 鍾嘉欣、陳展鵬、黃浩然、唐詩詠、敖嘉年、沈震軒、岳 華、潘志文、謝雪心、杜燕歌                                    | 網頁 （页面存档备份，存于） | 吳肇銅 羅宗耀        | 徐正康        |                                |
| 9月15日  | 1    | 日本 | 東野圭吾懸疑劇場：布魯特斯的心臟 | 藤原龍也、內山理名                                                                                               |                             |                      |               | 外購劇                         |
| 9月20日  | 20   | 韓國 |                                  | 池珍熙、具惠善、柳善、李天熙                                                                                     | 網頁 （页面存档备份，存于） |                      |               | 外購劇                         |
| 9月22日  | 1    | 日本 | 東野圭吾懸疑劇場：十一文字殺人   | 永作博美、星野真里                                                                                               |                             |                      |               | 外購劇                         |
| 9月29日  | 1    | 日本 | 東野圭吾懸疑劇場：迴廊亭殺人事件 | 常盤貴子、田中圭                                                                                                 |                             |                      |               | 外購劇                         |
| 10月6日  | 11   | 日本 | 暴走法醫                         | 江角真紀子、石原里美、稲垣吾郎                                                                                   |                             |                      |               | 外購劇                         |
| 10月6日  | 20   | 香港 | 再戰明天                         | 吳啟華、徐子珊、王浩信、何超儀、黃德斌、朱千雪、梁 琤、張國強、黃心穎、單立文                                    | 網頁 （页面存档备份，存于） | 關皓月               | 林志華        |                                |
| 10月19日 | 10   | 香港 | 飛虎II                           | 馬德鐘、鍾嘉欣、羅仲謙、梁烈維、黃智雯、袁偉豪、苟芸慧                                                           | 網頁 （页面存档备份，存于） | 葉天成               | 林志華        | 邁向48周年台慶劇               |
| 10月20日 | 30   | 香港 | 老表，你好hea！                  | 郭晉安、王祖藍、萬綺雯、王菀之、張繼聰、鍾景輝、黃光亮、朱咪咪、林盛斌                                           | 網頁 （页面存档备份，存于） | 龍文康 馬 焱         | 黃偉聲        | 邁向48周年台慶劇               |
| 10月21日 | 37   | 內地 | 深宮諜影                         | 甘婷婷、鄭嘉穎、米 雪、張兆輝                                                                                    | 網頁 （页面存档备份，存于） |                      |               | 外購劇                         |
| 11月3日  | 30   | 香港 | 名門暗戰                         | 黎耀祥、黃浩然、蕭正楠、陳國邦、曹永廉、胡定欣、邵美琪、關菊英、岳 華、陳凱琳、蔡思貝、鄭俊弘、陳智燊            | 網頁 （页面存档备份，存于） | 關頌玲               | 羅永賢        | 邁向48周年台慶劇／前名《商戰》 |
| 11月9日  | 11   | 日本 | 惡夢小姐                         | 北川景子、GACKT、優香、木村真那月                                                                                |                             |                      |               | 外購劇                         |
| 11月17日 | 10   | 日本 | 夜行觀覽車                       | 鈴木京香、石田百合子、宮迫博之、夏木麻里、高橋克典                                                               |                             |                      |               | 外購劇                         |
| 12月1日  | 20   | 香港 | 醋娘子                           | 胡杏兒、吳卓羲、羅仲謙、岑麗香、黃淑儀、陳 煒                                                                    | 網頁 （页面存档备份，存于） | 賈偉南               | 潘嘉德        |                                |
| 12月16日 | 20   | 香港 | 八卦神探                         | 李思捷、萬綺雯、梁烈唯、朱晨麗、羅樂林、楊詩敏                                                                   | 網頁 （页面存档备份，存于） | 盧美云 湯健萍 林忠邦 | 張乾文        | 前名《牛頭愛搭馬嘴》           |
| 12月29日 | 18   | 台灣 | 醉後決定愛上你                   | 楊丞琳、張孝全、許瑋甯、王傳一                                                                                   | 網頁 （页面存档备份，存于） |                      |               | 外購劇                         |
| 12月29日 | 21   | 香港 | 宦海奇官                         | 馬國明、楊 怡、陳山聰、袁偉豪、劉 丹、陳自瑤、樂 瞳、蔣志光、謝雪心、李成昌                                      | 網頁 （页面存档备份，存于） | 徐達初 蕭 朗         | 李添勝        | 前名《官場浮世繪》             |

## 2015年
（除特別注明外，均為高清製作）
| 首播     | 集數 | 來源 | 劇名             | 主演 | 官網                        | 編審                                     | 監製         | 備註                    |
| 1月2日   | 33   | 內地 | 宮               | 楊 冪、馮紹峰、何晟銘、佟麗婭、郭羨妮、劉雪華、湯鎮業、邵美琪                                                              | 網頁 （页面存档备份，存于） |                                          |              | 外購劇                  |
| 1月12日  | 20   | 香港 | 師奶MADAM        | 蕭正楠、黃翠如、黃智雯、曹永廉、簡慕華、梁嘉琪                                                                             | 網頁 （页面存档备份，存于） | 黄國辉                                   | 李艷芳       |                         |
| 1月26日  | 25   | 香港 | 四個女仔三個BAR  | 黃智賢、張繼聰、蔣志光、陳凱琳、姚子羚、陳 瀅、何雁詩、唐詩詠、鄭子誠、江美儀、劉佩玥                                      | 網頁 （页面存档备份，存于） | 李 茜 陳寶燕                             | 陳維冠       |                         |
| 2月1日   | 11   | 日本 | 料理狂人         | 江口洋介、倉科加奈 |                             |                                          |              | 外購劇                  |
| 2月9日   | 15   | 香港 | 倩女喜相逢       | 薛家燕、蕭正楠、麥長青、梁烈唯、滕麗名、湯盈盈、吳若希                                                                     | 網頁 （页面存档备份，存于） | 陳金鈴                                   | 葉鎮輝       | 賀歲劇 前名《倩女失魂》 |
| 2月14日  | 14   | 台灣 | 我可能不會愛你   | 林依晨、陳柏霖、王陽明、陳匡怡                                                                                             | 網頁 （页面存档备份，存于） |                                          |              | 外購劇                  |
| 2月23日  | 38   | 內地 | 傾世皇妃         | 林心如、嚴屹寬、霍建華、洪小鈴、楊祐寧                                                                                     | 網頁 （页面存档备份，存于） |                                          |              | 外購劇                  |
| 3月2日   | 20   | 香港 | 衝線             | 羅仲謙、沈震軒、林夏薇、蔡思貝、米 雪、陳奐仁、吳若希                                                                      | 網頁 （页面存档备份，存于） | 林忠邦 盧美雲                            | 關永忠       |                         |
| 3月2日   | 20   | 香港 | 天眼             | 鄭嘉穎、陳展鵬、楊 怡、林夏薇、洪永城、高海寧                                                                              | 網頁 （页面存档备份，存于） | 劉枝華                                   | 方駿釗       |                         |
| 3月30日  | 21   | 香港 | 水髮胭脂         | 陳 豪、蓋鳴暉、李司棋、麥長青、龔嘉欣、陳智燊                                                                              | 網頁 （页面存档备份，存于） | 邵麗瓊 黃育德                            | 李艷芳       |                         |
| 3月30日  | 20   | 香港 | 以和為貴         | 馬德鐘、徐子珊、李思捷、江美儀、黃光亮、朱千雪                                                                             | 網頁 （页面存档备份，存于） | 伍立光                                   | 林志華       |                         |
| 4月24日  | 46   | 內地 | 建元風雲         | 胡 軍、佘詩曼、馬浚偉、呂良偉                                                                                              | 網頁 （页面存档备份，存于） |                                          |              | 外購劇                  |
| 4月26日  | 10   | 日本 | 安堂機械人       | 木村拓哉、柴咲幸、大島優子、桐谷健太、本田翼                                                                               |                             |                                          |              | 外購劇                  |
| 4月26日  | 75   | 內地 | 武則天           | 范冰冰、張豐毅、李治廷、張鈞甯、李 解、李李仁、周海媚、任 山                                                               | 網頁 （页面存档备份，存于） |                                          | 高翊浚       | 外購劇                  |
| 4月27日  | 22   | 香港 | 華麗轉身         | 汪明荃、劉松仁、鍾嘉欣、方力申、岑麗香、翟威廉                                                                             | 網頁 （页面存档备份，存于） | 歐冠英                                   | 莊偉建       |                         |
| 5月25日  | 20   | 香港 | 潮拜武當         | 錢小豪、楊 怡、元 秋、洪天明、郭政鴻、梁靖琪                                                                               | 網頁 （页面存档备份，存于） | 黃國輝                                   | 張乾文       |                         |
| 5月30日  | 14   | 台灣 | 原來愛·就是甜蜜  | 楊謹華、王陽明、吳中天、喻虹淵                                                                                             | 網頁 （页面存档备份，存于） |                                          |              | 外購劇                  |
| 6月22日  | 32   | 中港 | 風雲天地         | 汪明荃、劉愷威、蕭正楠、黃德斌、唐 嫣、童 菲、孟 瑤、莫小棋、孫 興                                                         | 網頁 （页面存档备份，存于） | 鐵 佛                                    | 王 晶 李偉基 | 外購劇 合拍劇           |
| 7月5日   | 11   | 日本 | 夏日傾情         | 山下智久、香里奈、戶田惠梨香、長澤雅美                                                                                     |                             |                                          |              | 外購劇                  |
| 7月6日   | 191  | 香港 | 愛·回家 (第二輯) | 張繼聰、黃翠如、張振朗、何君誠、吳業坤、龔嘉欣、麥長青、李 楓                                                              | 網頁 （页面存档备份，存于） | 蕭 朗 徐達初 湯健萍 陳可兒 盧美雲 冼翠貞 | 羅鎮岳       | 處境劇                  |
| 7月13日  | 28   | 香港 | 鬼同你OT         | 陳 豪、田蕊妮、胡定欣、關禮傑、敖嘉年、楊秀惠、蔣志光、朱咪咪                                                              | 網頁 （页面存档备份，存于） | 翁善瑩                                   | 徐正康       |                         |
| 7月28日  | 24   | 台灣 | 換換愛           | 楊丞琳、賀軍翔、王傳一、陳妍希                                                                                             |                             |                                          |              | 外購劇 標清製作         |
| 8月3日   | 20   | 香港 | 樓奴             | 李施嬅、王浩信、岑麗香、麥長青、商天娥、張國強、簡慕華、何廣沛                                                             | 網頁 （页面存档备份，存于） | 林麗媚                                   | 羅鎮岳       |                         |
| 8月10日  | 21   | 香港 | 拆局專家         | 錢嘉樂、黃智雯、袁偉豪、朱晨麗、洪天明、朱千雪、黃淑儀、魯振順                                                             | 網頁 （页面存档备份，存于） | 鄧力奇                                   | 潘嘉德       |                         |
| 8月25日  | 37   | 內地 | 紫釵奇緣         | 林 峯、葉 璇、陳怡蓉、程 誠                                                                                                | 網頁 （页面存档备份，存于） |                                          |              | 外購劇                  |
| 8月31日  | 20   | 香港 | 陪著你走         | 陳 豪、胡杏兒、麥長青、姚子羚、張振朗、樂 瞳                                                                               | 網頁 （页面存档备份，存于） | 石凱婷                                   | 陳耀全       |                         |
| 8月31日  | 20   | 香港 | 收規華           | 楊 怡、張繼聰、林夏薇、楊 明、劉 江、鄭子誠、程可為、康 華                                                                 | 網頁 （页面存档备份，存于） | 劉枝華                                   | 方駿釗       | 前名《逆戰塘西》        |
| 9月5日   | 15   | 台灣 | 流氓蛋糕店       | 藍正龍、長澤雅美、馬如龍                                                                                                   | 網頁 （页面存档备份，存于） |                                          |              | 外購劇                  |
| 9月20日  | 10   | 日本 | 正義靚太2        | 觀月亞里莎、桐谷美玲、田邊誠一、瀨戶康史、勝村政信、南果步                                                                 |                             |                                          |              | 外購劇                  |
| 9月21日  | 32   | 香港 | 張保仔           | 陳展鵬、洪永城、陳凱琳、邵美琪、黃智雯、陳山聰、姚子羚、傅嘉莉、楊 明                                                      | 網頁 （页面存档备份，存于） | 羅宗耀 冼翠貞                            | 梁材遠       | 48周年台慶劇            |
| 9月28日  | 20   | 台灣 | 愛的生存之道     | 隋棠、楊祐寧、莊凱勛、謝沛恩                                                                                               | 網頁 （页面存档备份，存于） |                                          |              | 外購劇                  |
| 9月28日  | 20   | 香港 | 無雙譜           | 黎耀祥、黃宗澤、田蕊妮、黃浩然、郭羨妮、岑麗香                                                                             | 網頁 （页面存档备份，存于） | 邵麗瓊                                   | 羅鎮岳       | 48周年台慶劇            |
| 10月23日 | 38   | 內地 | 笑傲江湖         | 霍建華、陳喬恩、袁姍姍、陳 曉、楊 蓉                                                                                       | 網頁 （页面存档备份，存于） |                                          |              | 外購劇                  |
| 10月26日 | 30   | 香港 | 東坡家事         | 歐陽震華、萬綺雯、王浩信、黃心穎、陳 煒、楊詩敏、馬 賽、單立文                                                             | 網頁 （页面存档备份，存于） | 賈偉南                                   | 黃偉聲       | 48周年台慶劇            |
| 10月26日 | 32   | 香港 | 梟雄             | 黃秋生、湯鎮業、黎耀祥、馬國明、胡杏兒、蘇玉華、吳卓羲、陳 煒、關禮傑、曹永廉、楊 明、敖嘉年、唐詩詠、劉 江、張國強、梁 琤 | 網頁 （页面存档备份，存于） | 吳肇銅                                   | 王心慰       | 48周年台慶劇            |
| 11月30日 | 25   | 香港 | 實習天使         | 洪永城、岑麗香、單立文、陳 煒、姚子羚、陳山聰、劉佩玥、吳沚默、吳若希                                                      | 網頁 （页面存档备份，存于） | 蔡淑賢 鍾若詩                            | 葉鎮輝       |                         |
| 12月6日  | 11   | 日本 | 律政英雄2        | 木村拓哉、北川景子、杉本哲太、濱田岳                                                                                       | 網頁 （页面存档备份，存于） |                                          |              | 外購劇                  |
| 12月7日  | 26   | 香港 | 刀下留人         | 黃德斌、邵美琪、楊 明、龔嘉欣、姚子羚、陳山聰、胡 楓、吳岱融                                                               | 網頁 （页面存档备份，存于） | 冼翠貞                                   | 羅鎮岳       |                         |
| 12月14日 | 22   | 台灣 | 借用一下你的愛   | 朱芯儀、郭品超、施易男、夏如芝                                                                                             | 網頁 （页面存档备份，存于） |                                          |              | 外購劇                  |
| 12月28日 | 20   | 內地 | 無心法師         | 韓東君、金 晨、陳 瑤、張若昀、王彥霖、Mike                                                                                 | 網頁 （页面存档备份，存于） | 吳位娜                                   | 李國立       | 外購劇                  |

## 2016年
（除特別注明外，均為高清製作）
| 首播     | 集數 | 來源 | 劇名               | 主演 | 官網                        | 編審                        | 監製                 | 備註                   |
| 1月2日   | 30   | 中台 | S.O.P.女王         | 陳喬恩、張 翰、張 檬、高以翔、蔣 怡、白 雪、杜若溪                                                                            | 網頁 （页面存档备份，存于） |                             |                      | 外購劇                 |
| 1月4日   | 50   | 內地 | 葉問               | 鄭嘉穎、韓 雪、劉小鋒、宋 洋、周秀娜、元 華、梁小龍、于榮光                                                                   | 網頁 （页面存档备份，存于） |                             |                      | 外購劇                 |
| 1月11日  | 21   | 香港 | 愛情食物鏈         | 阮小儀、金 剛、陳智燊、高海寧、何雁詩、謝東閔、鄭子誠、楊卓娜                                                                 | 網頁 （页面存档备份，存于） | 劉枝華 翁善瑩               | 徐正康               | 「愛的季節」呈獻       |
| 1月18日  | 20   | 香港 | 鐵馬戰車           | 黃德斌、袁偉豪、唐詩詠、蔡思貝、吳家樂、簡慕華、曹永廉、敖嘉年                                                                | 網頁 （页面存档备份，存于） | 石凱婷 徐達初 鄭成武        | 陳耀全               | 前名《當鐵馬遇上戰車》 |
| 2月9日   | 35   | 香港 | 公公出宮           | 黎耀祥、胡定欣、蕭正楠、陳國邦、曹永廉、姜大偉、唐詩詠、林夏薇、王君馨、陳庭欣、陳自瑤、簡慕華、韋家雄、胡諾言、雪 妮、李成昌 | 網頁 （页面存档备份，存于） | 關頌玲                      | 羅永賢               | 賀歲劇                 |
| 2月9日   | 20   | 香港 | 警犬巴打           | 黃宗澤、鍾嘉欣、黃浩然、朱千雪、梁烈唯、蔣家旻、陳秀珠、古明華、張嘉兒、陸 永                                                 | 網頁 （页面存档备份，存于） | 陳金鈴                      | 黃偉聲               | 賀歲劇                 |
| 2月29日  | 20   | 香港 | 潮流教主           | 陳 豪、羅仲謙、蔡思貝、李佳芯、陳山聰、楊秀惠、呂慧儀、陳 瀅                                                                  | 網頁 （页面存档备份，存于） | 黃偉強                      | 方駿釗               |                        |
| 3月7日   | 21   | 台灣 | 不良笑花           | 楊丞琳、潘瑋柏、藤岡靛、陳妍希、檢場、文英                                                                                    |                             |                             |                      | 外購劇                 |
| 3月21日  | 22   | 香港 | EU超時任務         | 王浩信、朱千雪、袁偉豪、單立文、苟芸慧、譚凱琪、朱晨麗、劉佩玥                                                                | 網頁 （页面存档备份，存于） | 伍立光                      | 林志華               |                        |
| 3月23日  | 35   | 內地 | 像火花像蝴蝶       | 胡 軍、江一燕、王 艷、張 茜、郑国霖、霍政谚、江宏恩                                                                           | 網頁 （页面存档备份，存于） |                             |                      | 外購劇                 |
| 3月28日  | 20   | 香港 | 末代御醫           | 郭晉安、楊 怡、羅 蘭、敖嘉年、賈曉晨、張穎康、朱晨麗、林子善                                                                  | 網頁 （页面存档备份，存于） | 黃國輝                      | 張乾文               |                        |
| 4月4日   | 200  | 香港 | 愛·回家之八時入席  | 毛舜筠、黎耀祥、陳國邦、鍾景輝、郭少芸、湯盈盈、胡渭康、馬貫東、邵珮詩、李天翔                                                | 網頁 （页面存档备份，存于） | 邵麗瓊 蔡淑賢 馬俊縈 冼翠貞 | 邵麗瓊 羅鎮岳        | 處境劇                 |
| 4月11日  | 33   | 香港 | 殭                 | 鄭嘉穎、謝安琪、陳凱琳、黃又南、陳嘉寶、陸 永、賴慰玲、陳山聰、關禮傑、劉佩玥、胡鴻鈞、羅 蘭                                  | 網頁 （页面存档备份，存于） | 葉天成 盧美雲 陳寶燕        | 陳維冠               |                        |
| 4月16日  | 30   | 內地 | 愛的蜜方           | 李多海、鄭元暢、李易峰、方安娜                                                                                                | 網頁 （页面存档备份，存于） |                             | 林合隆               | 外購劇                 |
| 4月23日  | 5    | 香港 | 廉政行動2016       | 陳展鵬、馬國明、唐詩詠、江美儀、黎諾懿、傅嘉莉、姚子羚、鄭丹瑞                                                                | 網頁 （页面存档备份，存于） | 邱禮濤                      | 曾勵珍 伍國明 羅香蘭 | 合拍單元劇             |
| 4月25日  | 25   | 香港 | 火線下的江湖大佬   | 鄭則士、黃光亮、陳 煒、岑麗香、楊 明、陳山聰、苑瓊丹、沈卓盈                                                                  | 網頁 （页面存档备份，存于） | 伍立光                      | 梁材遠               |                        |
| 5月16日  | 47   | 內地 | 瑯琊榜             | 胡 歌、王 凱、劉 濤、黃維德、陳 龍、吳 磊                                                                                     | 網頁 （页面存档备份，存于） |                             | 牛煙生 陳 梁 馬 東   | 外購劇                 |
| 5月17日  | 46   | 內地 | 蘭陵王             | 馮紹峰、林依晨、陳曉東、胡宇威                                                                                                | 網頁 （页面存档备份，存于） |                             | 陳玉珊               | 外購劇                 |
| 5月30日  | 28   | 香港 | 純熟意外           | 吳啟華、蔡思貝、李施嬅、黎諾懿、曹永廉、滕麗名、周 驄                                                                         | 網頁 （页面存档备份，存于） | 林麗媚                      | 陳耀全               |                        |
| 6月27日  | 31   | 香港 | 一屋老友記         | 歐陽震華、胡定欣、羅 蘭、胡 楓、滕麗名、張頴康、劉 江、呂慧儀                                                                 | 網頁 （页面存档备份，存于） | 馬俊縈                      | 方駿釗               |                        |
| 7月4日   | 20   | 香港 | 完美叛侶           | 陳 豪、邵美琪、黃智賢、簡慕華、湯洛雯、羅天宇、朱敏瀚、鄧梓峰                                                                 | 網頁 （页面存档备份，存于） | 林忠邦                      | 歐耀興               |                        |
| 8月1日   | 20   | 香港 | 超能老豆           | 李思捷、陳智燊、黃智雯、趙希洛、陳 煒、古明華、潘志文、蘇恩磁                                                                 | 網頁 （页面存档备份，存于） | 盧美雲                      | 潘嘉德               | 前名《爸B有話兒》      |
| 8月1日   | 28   | 香港 | 城寨英雄           | 陳展鵬、胡定欣、袁偉豪、吳家樂、伍允龍、元 秋、林子善、王君馨、劉佩玥                                                         | 網頁 （页面存档备份，存于） | 葉天成 黎倩儀               | 文偉鴻               |                        |
| 8月29日  | 31   | 台灣 | 你照亮我星球       | 鄭元暢、張鈞甯、孟耿如、邱昊奇                                                                                                | 網頁 （页面存档备份，存于） |                             |                      | 外購劇                 |
| 8月29日  | 39   | 香港 | 巨輪II             | 蕭正楠、田蕊妮、陳凱琳、楊 明、吳岱融、阮兆祥、梁 琤、徐 榮                                                                   | 網頁 （页面存档备份，存于） | 鄭成武                      | 王心慰               |                        |
| 8月29日  | 20   | 香港 | 為食神探           | 馬國明、阮兆祥、黃翠如、岑麗香、梁烈唯、黃心穎、江欣燕、李天翔                                                                | 網頁 （页面存档备份，存于） | 吳肇銅                      | 梁材遠               |                        |
| 9月8日   | 41   | 內地 | 女相               | 趙麗穎、陳 曉、楊 蓉、喬任梁、張可頤、劉雪華                                                                                  | 網頁 （页面存档备份，存于） |                             |                      | 外購劇                 |
| 9月12日  | 94   | 內地 | 女醫·明妃傳        | 刘诗诗、霍建華、黃 軒、金 晨、袁文康、李呈媛                                                                                  | 網頁 （页面存档备份，存于） |                             |                      | 外購劇                 |
| 9月19日  | 28   | 香港 | 律政強人           | 方中信、廖啟智、李佳芯、黃智雯、曹永廉、郭少芸、何廣沛、鍾景輝、劉 丹、李璧琦、張曦雯                                         | 網頁 （页面存档备份，存于） | 黃偉強                      | 羅永賢               |                        |
| 10月17日 | 32   | 香港 | 來自喵喵星的妳     | 陳 豪、田蕊妮、胡定欣、關禮傑、楊秀惠、蔣志光、敖嘉年、朱咪咪、威 利                                                          | 網頁 （页面存档备份，存于） | 林少枝 翁善瑩               | 徐正康               | 49週年台慶劇           |
| 10月24日 | 35   | 香港 | 幕後玩家           | 黃宗澤、蕭正楠、黃翠如、張繼聰、陳 煒、龔嘉欣、陸 永、劉佩玥、潘志文、鄧佩儀、陳自瑤、翟威廉                                  | 網頁 （页面存档备份，存于） | 關頌玲 鄭成武               | 陳維冠               | 49週年台慶劇           |
| 11月10日 | 52   | 內地 | 神鵰俠侶           | 陳 曉、陳妍希、張馨予、楊明娜、鄭國霖、毛曉彤                                                                                 | 網頁 （页面存档备份，存于） |                             |                      | 外購劇                 |
| 11月20日 | 28   | 香港 | 致命復活           | 郭晉安、萬綺雯、黃德斌、王浩信、朱晨麗、何雁詩、譚凱琪、泰 臣、陳庭欣、張國強、古明華、馮素波                                 | 網頁 （页面存档备份，存于） | 吳肇銅                      | 林志華               | 49週年台慶劇           |
| 12月12日 | 17   | 香港 | 流氓皇帝           | 馬國明、周麗淇、袁偉豪、黃智雯、古明華、謝東閔、陸 永、楊詩敏                                                                 | 網頁 （页面存档备份，存于） | 陳金鈴                      | 潘嘉德               |                        |
| 12月19日 | 30   | 台灣 | 大紅帽與小野狼     | 姚元浩、楊謹華、黃騰浩、林孟瑾                                                                                                | 網頁 （页面存档备份，存于） |                             |                      | 外購劇                 |
| 12月19日 | 26   | 香港 | 巾幗梟雄之諜血長天 | 黎耀祥、胡杏兒、蕭正楠、馬 賽、陳自瑤、金 剛、劉 江、方伊琪、李成昌、谢雪心                                                   | 網頁 （页面存档备份，存于） | 葉廣蔭                      | 李添勝               | 曾在myTV SUPER播映     |

## 2017年
（除特別注明外，均為高清製作）
| 首播     | 集數        | 來源 | 劇名              | 主演 | 官網                        | 編審                                      | 監製                 | 備註 |
| 1月2日   | 25          | 香港 | 味想天開          | 洪永城、蔡思貝、黃子恆、朱晨麗、何雁詩、蔣志光、李國麟、韓馬利、肥 媽、梁靖琪                                                              | 網頁 （页面存档备份，存于） | 黃秉怡 陳寶燕                             | 莊偉建               | 賀歲劇 |
| 1月9日   | 30          | 香港 | 財神駕到          | 黎耀祥、單立文、何廣沛、傅嘉莉、姚嘉妮、樊奕敏、賴慰玲、胡諾言                                                                             | 網頁 （页面存档备份，存于） | 鍾若詩                                    | 李添勝               | 賀歲劇 又名《財神喜相逢》，此劇為2015年拍攝的賀歲劇集、此劇是擔任監製李添勝在退休離開無綫電視服務了效力多年的告別作。 |
| 1月16日  | 28          | 香港 | 乘勝狙擊          | 陳展鵬、林夏薇、陳山聰、傅嘉莉、單立文、吳岱融、陳秀珠、呂 珊、黃子恆、莊思敏、潘志文                                                      | 網頁 （页面存档备份，存于） | 劉枝華                                    | 葉鎮輝               | 賀歲劇 |
| 1月23日  | 99          | 內地 | 錦繡未央          | 唐 嫣、羅 晉、吳建豪、毛曉彤、李心艾 | 網頁 （页面存档备份，存于） |                                           |                      | 外購劇 |
| 2月1日   | 35          | 內地 | 步步驚心          | 劉詩詩、吳奇隆、鄭嘉穎、劉松仁、劉心悠 | 網頁 （页面存档备份，存于） |                                           |                      | 外購劇 |
| 2月6日   | 20          | 香港 | 親親我好媽        | 江美儀、黃智賢、陳敏之、米 雪、呂慧儀、何廣沛、江嘉敏、韋家雄、盧宛茵、曾偉權                                                              | 網頁 （页面存档备份，存于） | 盧美雲                                    | 關永忠               | |
| 2月13日  | 30          | 香港 | 迷                | 鄭嘉穎、田蕊妮、金 剛、吳業坤、阮兆祥、賴慰玲、小 寶、泰 臣                                                                                | 網頁 （页面存档备份，存于） | 吳肇銅 雷秀蓮                             | 王心慰               | |
| 2月20日  | 2000 (暫定) | 香港 | 愛·回家之開心速遞 | 劉 丹、單立文、湯盈盈、呂慧儀、蘇韻姿、馬貫東、周嘉洛、吳偉豪、滕麗名、羅樂林、林淑敏、許家傑、陳浚霆、張景淳、袁文傑                      | 網頁 （页面存档备份，存于） | 馬俊縈 李綺華 袁寶慧 湯健萍 翁善瑩 陳可兒 | 羅鎮岳 林建祥 梁耀堅 | 處境劇 |
| 3月6日   | 25          | 香港 | 與諜同謀          | 羅嘉良、鄭俊弘、李佳芯、黃心穎、張頴康、胡諾言、賴慰玲、湯洛雯、車婉婉、歐瑞偉、曹永廉                                                     | 網頁 （页面存档备份，存于） | 林麗媚                                    | 黃偉聲               | |
| 3月13日  | 20          | 香港 | 我瞞結婚了        | 洪永城、黃翠如、黃浩然、陳 煒、傅嘉莉、吳岱融、莊思敏、Ｃ 君、樂 瞳、樊奕敏、黃長興、李國麟                                                | 網頁 （页面存档备份，存于） | 蔡淑賢                                    | 梁材遠               | |
| 3月23日  | 60          | 內地 | 紅高粱            | 周 迅、朱亞文、黃 軒、于榮光、秦海璐 | 網頁 （页面存档备份，存于） |                                           |                      | 外購劇 |
| 4月3日   | 28          | 香港 | 心理追兇 Mind Hunter    | 馬國明、蔡思貝、楊 明、曹永廉、王君馨、敖嘉年、楊秀惠、韋家雄、梁 琤、胡諾言、湯洛雯、黃嘉樂                                               | 網頁 （页面存档备份，存于） | 蔡婷婷 冼少玲 李綺華                      | 王偉仁               | |
| 4月10日  | 20          | 香港 | 全職沒女          | 張兆輝、陳松伶、張振朗、陳 瀅、謝東閔、王卓淇、羅 蘭、樊奕敏、張達倫、姚瑩瑩、楊卓娜、鄭子誠                                               | 網頁 （页面存档备份，存于） | 陳金鈴                                    | 陳耀全               | 前名《師奶大翻身》 |
| 4月24日  | 33          | 台灣 | 真愛黑白配        | 胡宇威、陳庭妮、陶妍霖、李運慶 | 網頁 （页面存档备份，存于） |                                           |                      | 外購劇 |
| 5月1日   | 28          | 香港 | 不懂撒嬌的女人    | 林文龍、宣 萱、唐詩詠、王浩信、高海寧、黎諾懿、張達倫、譚凱琪、劉 丹、 淼、魏焌皓、袁文傑                                                  | 網頁 （页面存档备份，存于） | 朱鏡祺 劉小群                             | 關樹明               | 4K網劇及電視劇 |
| 5月8日   | 49          | 內地 | 射鵰英雄傳        | 楊旭文、李一桐、陳星旭、孟子義 | 網頁 （页面存档备份，存于） |                                           |                      | 外購劇 |
| 5月29日  | 20          | 香港 | 蘭花刼            | 蘇玉華、田蕊妮、唐 寧、陳錦鴻、黃智賢、陳曼娜、姚瑩瑩、胡諾言                                                                              | 網頁 （页面存档备份，存于） | 陳金鈴                                    | 唐基明               | 標清製作（配以數碼優化聲畫），於2007年7月9日海外發行                                                                  |
| 6月12日  | 99          | 內地 | 三生三世十里桃花  | 楊 冪、趙又廷、張智堯、迪麗熱巴 | 網頁 （页面存档备份，存于） |                                           |                      | 外購劇 |
| 6月19日  | 35          | 中港 | 賭城群英會        | 謝 賢、陳百祥、佘詩曼、馬國明、黃浩然、劉兆銘、陳法蓉、楊 明、高海寧、沈卓盈、李國麟、梁 琤、吳家樂、胡 楓、麥明詩、王子涵、何浩文、文凱玲 | 網頁 （页面存档备份，存于） | 馬 焱                                     | 王 晶                | 外購劇 合拍劇 |
| 6月24日  | 28          | 中港 | 踩過界            | 王浩信、蔡思貝、李佳芯、張振朗、單立文、朱千雪、林韋辰、陳庭欣、黃子恆、翟威廉、何君誠、羅樂林                                             | 網頁 （页面存档备份，存于） | 劉彩雲 李綺華 陳 琪                       | 林志華               | 合拍網劇及電視劇 又名《盲俠大律師》                                                                                   |
| 7月17日  | 32          | 香港 | 超時空男臣        | 蕭正楠、田蕊妮、曹永廉、王君馨、何廣沛、朱晨麗、姜大衞、吳業坤、李國麟、徐 榮                                                              | 網頁 （页面存档备份，存于） | 黃偉強                                    | 羅永賢               | |
| 7月25日  | 30          | 台灣 | 櫻桃小丸子        | 林芯蕾、汪東城、魏蔓、林佑威、茵芙、顧寶明、譚艾珍                                                                                         | 網頁 （页面存档备份，存于） |                                           |                      | 外購劇 |
| 8月7日   | 28          | 香港 | 同盟              | 陳展鵬、胡定欣、鮑起靜、陳山聰、姚子羚、郭 鋒、歐瑞偉、張國強、江美儀                                                                      | 網頁 （页面存档备份，存于） | 伍立光                                    | 文偉鴻               | |
| 8月21日  | 28          | 內地 | 失戀33天          | 姚 笛、張 默、張 博、沈佳妮 | 網頁 （页面存档备份，存于） |                                           |                      | 外購劇 |
| 8月28日  | 20          | 香港 | 燦爛的外母        | 薛家燕、黎諾懿、林嘉華、湯洛雯、姚子羚、張頴康、楊卓娜、鄭子誠、威 利、林漪娸                                                              | 網頁 （页面存档备份，存于） | 蔡淑賢 湯健萍                             | 歐耀興               | |
| 9月4日   | 55          | 內地 | 十月圍城          | 鍾漢良、劉小小、張曉龍、吳 剛、吳孟達 | 網頁 （页面存档备份，存于） |                                           |                      | 外購劇 |
| 9月18日  | 30          | 中港 | 使徒行者2         | 苗僑偉、陳 豪、宣 萱、袁偉豪、周柏豪、黃翠如、許紹雄、麥明詩、林 偉、魏焌皓                                                                | 網頁 （页面存档备份，存于） | 葉天成 黎倩儀                             | 蘇萬聰               | 合拍網劇及電視劇 |
| 9月24日  | 20          | 香港 | 雜警奇兵          | 黃智賢、黃智雯、黃心穎、Ｃ 君、李國麟、黃子雄、樊亦敏、郭子豪、陳秀珠、滕麗名                                                              | 網頁 （页面存档备份，存于） | 翁善瑩 張宗齊                             | 吳冠宇               | 周播劇 |
| 9月25日  | 30          | 香港 | 老表，畢業喇！    | 郭晉安、蔡少芬、王祖藍、蔡瀚億、岑麗香、林盛斌、呂慧儀、張繼聰、林欣彤、鄭欣宜、羅 蘭、胡 楓、湯盈盈、蔣志光                               | 網頁 （页面存档备份，存于） | 龍文康                                    | 黃偉聲               | 50周年台慶劇 |
| 10月30日 | 145         | 內地 | 那年花開月正圓    | 孫 儷、陳 曉、何潤東、任 重、胡杏兒 | 網頁 （页面存档备份，存于） |                                           |                      | 外購劇 |
| 10月30日 | 21          | 香港 | 降魔的            | 馬國明、黃智雯、胡鴻鈞、劉佩玥、黃子恆、蔣志光、謝雪心、韋家雄                                                                             | 網頁 （页面存档备份，存于） | 羅佩清                                    | 方駿釗               | 50周年台慶劇 |
| 11月6日  | 50          | 香港 | 誇世代            | 歐陽震華、陳 豪、張繼聰、田蕊妮、李佳芯、邵美琪、許紹雄、關禮傑、森 美、江美儀、龔嘉欣、姜大衞、吳業坤、陳嘉寶、麥明詩、胡鴻鈞             | 網頁 （页面存档备份，存于） | 鄭成武 關頌玲                             | 陳維冠               | 50周年台慶劇 |
| 11月27日 | 40          | 中港 | 溏心風暴3         | 黃宗澤、王浩信、李司棋、夏 雨、米 雪、關菊英、岑麗香、黃翠如、陳敏之、阮兆祥、李國麟、唐文龍、蔣志光、陳智燊、胡 琳、吳家樂                | 網頁 （页面存档备份，存于） | 岑國榮 梁敏華                             | 劉家豪 徐遇安        | 合拍網剧及電視剧 50周年台慶劇                                                                                         |
| 11月28日 | 62          | 內地 | 孤芳不自賞        | 鍾漢良、Angelababy、甘婷婷、孫藝洲、于 波、麥迪娜、鄧 莎                                                                                   | 網頁 （页面存档备份，存于） |                                           |                      | 外購劇 |
| 12月4日  | 38          | 內地 | 長大              | 白百何、陸 毅 |                             |                                           |                      | 外購劇 |
| 12月10日 | 18          | 香港 | 性在有情          | 張兆輝、陳敏之、江美儀、阮兆祥、許紹雄、沈震軒、小 寶、王君馨                                                                              | 網頁 （页面存档备份，存于） | 梁恩東                                    | 文偉鴻               | 周播劇 曾於2016年6月在myTV SUPER播映足本版，後刪除                                                                    |

## 2018年
（除特別注明外，均為高清製作）
| 首播     | 集數 | 來源 | 劇名                  | 主演 | 官網                                                                                   | 編審                | 監製          | 備註                                                               |
| 1月15日  | 20   | 香港 | 平安谷之詭谷傳說      | 黃浩然、蘇玉華、陳凱琳、劉 江、朱晨麗、龔嘉欣、阮兆祥、韋家雄                                                                  | 網頁 （页面存档备份，存于）                                                            | 湯健萍 蔡淑賢       | 陳耀全        | 前名《平安谷·逐個捉》                                              |
| 1月22日  | 30   | 中港 | 無間道                | 羅仲謙、羅嘉良、劉松仁、王 陽、朱 銳、蘇麗珊、廖碧兒、梁靖琪                                                                   | 網頁 （页面存档备份，存于）                                                            | 歐冠英              | 梁家樹        | 外購劇 網劇及電視劇                                                |
| 2月12日  | 15   | 香港 | 波士早晨              | 黃智賢、陳慧珊、李佳芯、洪永城、李子雄、張致恆、樊亦敏、簡淑兒                                                                 | 網頁 （页面存档备份，存于）                                                            | 鍾若詩              | 關永忠        | 賀歲劇                                                             |
| 2月18日  | 18   | 香港 | 三個女人一個「因」    | 黃智雯、袁偉豪、陳智燊、郭子豪、孫慧雪、李國麟、黃淑儀、林景程                                                                 | 網頁 （页面存档备份，存于）                                                            | 黎倩儀              | 潘嘉德        | 周播劇 「情濃二月」呈獻                                            |
| 3月5日   | 20   | 香港 | 翻生武林              | 蕭正楠、黃智賢、陳凱琳、姜大衞、湯洛雯、簡慕華、泰 臣、楊詩敏                                                                  | 網頁 （页面存档备份，存于）                                                            | 黃秉怡 湯健萍       | 歐耀興        |                                                                    |
| 3月5日   | 30   | 香港 | 果欄中的江湖大嫂      | 陳 煒、黃浩然、岑麗香、楊 明、黃光亮、馮盈盈、江嘉敏、袁文傑                                                                   | 網頁 （页面存档备份，存于）                                                            | 伍立光              | 梁材遠        |                                                                    |
| 3月7日   | 35   | 內地 | 風中奇緣              | 劉詩詩、彭于晏、胡 歌、陳法拉、張可頤、田蕊妮、秦 昊、韓 棟                                                                    | 網頁 （页面存档备份，存于）                                                            | 王莉芝              | 陳 梁 李國立  | 外購劇                                                             |
| 4月2日   | 35   | 香港 | 逆緣                  | 黎耀祥、陳家樂、姜大衞、林夏薇、陳山聰、夏文汐、黎諾懿、江欣燕                                                                 | 網頁 （页面存档备份，存于）                                                            | 劉枝華 雷秀蓮       | 王心慰        |                                                                    |
| 4月16日  | 20   | 香港 | 棟仁的時光            | 袁偉豪、唐詩詠、朱晨麗、胡鴻鈞                                                                                                 | 網頁 （页面存档备份，存于）                                                            | 翁善瑩              | 葉鎮輝        |                                                                    |
| 4月22日  | 1    | 香港 | 降魔的番外篇 - 首部曲 | 楊潮凱、黃建東、鄧佩儀、張曦雯                                                                                                 | 網頁 （页面存档备份，存于）                                                            | 陳可兒 黃志偉       | 李松年 林佩兒 | 網絡劇，12集合為1集（兩小時）                                      |
| 4月29日  | 27   | 中港 | 冒險王衛斯理          | 余文樂、胡 然、任達華、林家棟、文詠珊、黃浩然、楊 蓉、伍允龍、何浩文、文凱玲                                                   | 網頁1 （页面存档备份，存于） 網頁2 （页面存档备份，存于） 網頁3 （页面存档备份，存于） | 馬 焱 張雨蒙 張陽嬌 | 王 晶         | 外購劇 周播劇（第一季及第二季） 星期一至五第三綫劇集時段（第三季） |
| 5月2日   | 50   | 內地 | 秀麗江山之長歌行      | 林心如、袁 弘、李佳航、王媛可、宗峰岩、 波、關智斌、茅子俊、秦俊傑、馬天宇                                                     | 網頁 （页面存档备份，存于）                                                            |                     |               | 外購劇                                                             |
| 5月14日  | 39   | 內地 | 步步驚情              | 吳奇隆、劉詩詩、孫藝洲、劉心悠、蔣勁夫、劉松仁                                                                                 | 網頁 （页面存档备份，存于）                                                            |                     |               | 外購劇                                                             |
| 5月14日  | 30   | 中港 | 飛虎之潛行極戰        | 苗僑偉、黃宗澤、吳卓羲、張兆輝、王敏德、吳岱融、梁烈唯、黃子恆、陳山聰、伍詠薇、龔慈恩、劉美娟、王敏奕、黃智雯、陳凱琳、高海寧 | 網頁 （页面存档备份，存于）                                                            | 馬 焱               | 樂易玲 李惠民 | 外購劇 網劇及電視劇                                                |
| 5月21日  | 75   | 內地 | 烈火如歌              | 周渝民、迪麗熱巴、張彬彬、劉芮麟                                                                                               | 網頁 （页面存档备份，存于）                                                            |                     |               | 外購劇                                                             |
| 5月21日  | 36   | 中港 | 宮心計2深宮計         | 胡定欣、劉心悠、馬浚偉、馬國明、蕭正楠、陳 煒、黃心穎、謝雪心、羅 霖、康 華、張慧儀、張文慈                                    | 網頁 （页面存档备份，存于）                                                            | 阮美鳳 林少枝       | 梅小青 方俊華 | 合拍網劇及電視劇                                                   |
| 6月25日  | 28   | 香港 | 天命                  | 陳展鵬、譚俊彥、李施嬅、唐詩詠、姚子羚、陳山聰、張頴康、何廣沛、何雁詩、陳自瑤、胡諾言、張國強                                 | 網頁 （页面存档备份，存于）                                                            | 葉天成 林麗媚       | 莊偉建        | 網劇及電視劇                                                       |
| 7月9日   | 20   | 香港 | BB來了                | 李佳芯、黎諾懿、高海寧、徐 榮、楊卓娜、黃長興、姚嘉妮、吳家樂、陳秀珠、盧宛茵                                                  | 網頁 （页面存档备份，存于）                                                            | 黃秉怡              | 廖晉碩        |                                                                    |
| 8月6日   | 70   | 內地 | 延禧攻略              | 聶 遠、秦 嵐、佘詩曼、吳謹言、許 凱、洪 堯、譚 卓、王媛可、宋春麗                                                              | 網頁 （页面存档备份，存于）                                                            | 惠楷棟 溫德光       |               | 外購劇                                                             |
| 8月6日   | 25   | 香港 | 特技人                | 譚俊彦、朱晨麗、關楚耀、傅嘉莉、胡諾言、沈卓盈                                                                                 | 網頁 （页面存档备份，存于）                                                            | 林麗媚              | 王偉仁        |                                                                    |
| 9月3日   | 105  | 內地 | 三國機密之潛龍在淵    | 馬天宇、韓東君、萬 茜、汪小敏、董 洁、王阳明、董 璇、檀健次、謝君豪、王玉雯                                                    | 網頁 （页面存档备份，存于）                                                            |                     |               | 外購劇                                                             |
| 9月10日  | 36   | 中港 | 再創世紀              | 郭晉安、周勵淇、林文龍、楊 怡、鍾嘉欣、袁偉豪、周柏豪、王 振、余芷慧、潘志文、胡 楓、鄧佩儀、湯洛雯、林嘉華、陳自瑤            | 網頁 （页面存档备份，存于）                                                            | 蔡婷婷 冼少玲       | 關樹明        | 合拍劇                                                             |
| 10月1日  | 24   | 內地 | 他來了，請閉眼        | 霍建華、馬思純、王 凱、尹 正                                                                                                   | 網頁 （页面存档备份，存于）                                                            |                     |               | 外購劇                                                             |
| 10月8日  | 25   | 香港 | 跳躍生命線            | 馬德鐘、何廣沛、劉佩玥、陳 瀅、張曦雯、羅天宇、李佳芯、李成昌、韋家雄、張文慈、羅 蘭、謝雪心、張彥博、郭子豪                   | 網頁 （页面存档备份，存于）                                                            | 冼翠貞              | 方駿釗        | 網劇及電視劇 51周年台慶劇                                          |
| 10月29日 | 25   | 香港 | 是咁的，法官閣下      | 黃智賢、關禮傑、王君馨、黃子恆、麥明詩、梁烈唯、黎振燁、王梓軒                                                                 | 網頁 （页面存档备份，存于）                                                            | 李 茜               | 陳耀全        | 網劇及電視劇 51周年台慶劇                                          |
| 11月12日 | 30   | 香港 | 兄弟                  | 王浩信、楊 明、伍允龍、江嘉敏、朱晨麗、劉穎鏇、石 修、曾偉權、許家傑、陳庭欣、李天縱、張武孝、秦 煌、林 偉                     | 網頁 （页面存档备份，存于）                                                            | 葉天成              | 林志華        | 網劇及電視劇 51周年台慶劇                                          |
| 11月25日 | 8    | 香港 | 救妻同學會            | 胡鴻鈞、劉佩玥、朱智賢、伍富橋、黃庭鋒、黃美棋、譚永浩、李任燊、劉溫馨、蔚雨芯                                                 | 網頁 （页面存档备份，存于）                                                            | 馮日進              | 關樹明        | 週播劇                                                             |
| 12月3日  | 30   | 香港 | 大帥哥                | 張衛健、洪永城、蔡思貝、曹永廉、楊秀惠、譚凱琪、徐 榮、李 嘉                                                                   | 網頁 （页面存档备份，存于）                                                            | 劉彩雲 陳 琪 羅佩清 | 徐正康        | 網劇及電視劇                                                       |
| 12月24日 | 36   | 中港 | 守護神之保險調查      | 苗僑偉、黃宗澤、劉心悠、徐子珊、吳岱融、許紹雄、姜皓文、翟天臨、海 陸、梁烈唯、歐陽靖、林德信、徐冬冬                          | 網頁 （页面存档备份，存于）                                                            | 方世強              | 鍾澍佳        | 外購劇 網劇及電視劇                                                |

## 2019年
（除特別注明外，均為高清製作）
| 首播     | 集數 | 來源 | 劇名                     | 主演 | 官網                        | 編審          | 監製                 | 備註                            |
| 1月14日  | 30   | 中港 | 荷里活有個大老千               | 鄭則仕、秦 沛、金燕玲、李施嬅、湯鎮業、張慧儀、吳業坤、王子涵、蔡瀚億、何浩文、文凱玲                                                                         | 網頁 （页面存档备份，存于） | 呂冠南 李梓樅 | 王 晶                | 賀歲劇 深圳外景                 |
| 1月28日  | 105  | 內地 | 獨孤天下                 | 胡冰卿、張丹峰、李依曉、徐正溪、應昊茗、黃文豪、鄒廷威 | 網頁 （页面存档备份，存于） |               |                      | 外購劇                          |
| 2月4日   | 62   | 內地 | 皓鑭傳                   | 吳謹言、聶 遠、寧 靜、茅子俊、海 鈴、王志飛、洪 堯、姜梓新 | 網頁 （页面存档备份，存于） | 爾笛          | 李達超               | 外購劇                          |
| 2月4日   | 87   | 內地 | 如懿傳                   | 周 迅、霍建華、張鈞甯 | 網頁 （页面存档备份，存于） |               |                      | 外購劇                          |
| 2月25日  | 25   | 香港 | 福爾摩師奶               | 陳松伶、黃智賢、陳 煒、徐 榮、江嘉敏、陳 瀅、余德丞、林韋辰、盧宛茵、楊卓娜、鄭敬基                                                                           | 網頁 （页面存档备份，存于） | 翁善瑩        | 方駿釗               | 前名《危城First Lady》          |
| 3月25日  | 28   | 台灣 | 後菜鳥的燦爛時代         | 炎亞綸、曾之喬、賴琳恩、李運慶 |                             |               |                      | 外購劇                          |
| 4月1日   | 30   | 香港 | 鐵探                     | 袁偉豪、惠英紅、姜皓文、蔡思貝、黃智賢、楊 明、梁競徽、許紹雄、吳廷燁、王君馨、鄧佩儀                                                                         | 網頁 （页面存档备份，存于） | 劉小群 朱鏡祺 | 蘇萬聰               | 4K合拍網劇及電視劇              |
| 4月6日   | 2    | 內地 | 小戲骨：包青天怒鍘陳世美 | 祁晟原、劉戴恩、陳榮達、釋小松、楊知周、余亞穎 | 網頁 （页面存档备份，存于） |               |                      | 外購劇                          |
| 4月6日   | 5    | 香港 | 廉政行動2019             | 黃智賢、滕麗名、陳家樂、陳 瀅、鄭則仕、曹永廉、張國強、徐 榮、洪永城                                                                                          | 網頁 （页面存档备份，存于） | 張飛帆        | 曾勵珍 林超賢 羅香蘭 | 合拍電視劇                      |
| 4月15日  | 50   | 內地 | 倚天屠龍記               | 曾舜晞、陳鈺琪、祝緒丹 | 網頁 （页面存档备份，存于） | 博華          | 蔣家駿               | 外購劇                          |
| 4月20日  | 2    | 內地 | 小戲骨：三國之反董卓聯盟 | 陶奕希、李俊豪、葛奕德、趙晨翔、陶冰藍、羅自豪 |                             |               |                      | 外購劇                          |
| 5月4日   | 2    | 內地 | 小戲骨：水滸傳之迫上梁山 | 葛奕德、萬君逸、李俊豪、郭飛歌 |                             |               |                      | 外購劇                          |
| 5月12日  | 4    | 香港 | 機動部隊2019             | 楊 明、蔡思貝、張達倫、伍富橋、楊潮凱、胡渭康、袁文傑、李璧琦、陳庭欣                                                                                         | 網頁 （页面存档备份，存于） | 陳燕華 鄧惠儀 | 李志倫               | 網絡劇 前名《警察故事2019》     |
| 5月13日  | 20   | 香港 | 婚姻合伙人               | 楊 明、高海寧、湯洛雯、陸 永、黃淑儀、黃德斌、林秀怡、古明華                                                                                                  | 網頁 （页面存档备份，存于） | 陳金鈴 雷秀蓮 | 潘嘉德               | 前名 《抱佣情人》               |
| 6月1日   | 32   | 內地 | 幸福一家人               | 翟天臨、董 潔、李立群、邱 澤 | 網頁 （页面存档备份，存于） |               |                      | 外購劇                          |
| 6月10日  | 25   | 香港 | 白色強人                 | 郭晉安、馬國明、唐詩詠、李佳芯、張曦雯、何廣沛、馮盈盈、姜大衛、蔣志光、朱智賢、黃嘉樂、韋家雄                                                                | 網頁 （页面存档备份，存于） | 黃偉強        | 羅永賢               |                                 |
| 6月24日  | 120  | 內地 | 知否知否應是綠肥紅瘦     | 趙麗穎、馮紹峰、朱一龍、施 詩、張佳寧、曹翠芬、劉 鈞、高 露、王仁君、王一楠、李依曉、張含韻                                                                   | 網頁 （页面存档备份，存于） |               |                      | 外購劇                          |
| 6月24日  | 20   | 香港 | 好日子                   | 黃智賢、陳 煒、張達倫、黃淑儀、李國麟、車婉婉、翟威廉、朱敏瀚、簡淑兒、思霆、古明華                                                                           | 網頁 （页面存档备份，存于） | 陳金鈴 蔡淑賢 | 潘嘉德               |                                 |
| 6月26日  | 56   | 內地 | 醉玲瓏                   | 劉詩詩、陳偉霆、徐海喬、韓 雪、黃夢瑩、劉奕君 |                             |               |                      | 外購劇                          |
| 7月7日   | 30   | 台灣 | 愛上哥們                 | 陳楚河、賴雅妍、畢書盡、邵翔、陳語安 | 網頁 （页面存档备份，存于） |               |                      |                                 |
| 7月15日  | 25   | 香港 | 十二傳說                 | 蕭正楠、林夏薇、張頴康、劉佩玥、林子善、歐瑞偉、蔣家旻、林秀怡、劉 江、黎燕珊、韓馬利、杜燕歌                                                                 | 網頁 （页面存档备份，存于） | 黎倩儀        | 黃偉聲               | 網劇及電視劇                    |
| 7月22日  | 30   | 香港 | 包青天再起風雲           | 譚俊彥、胡定欣、曹永廉、張振朗、姚子羚、陳凱琳、湯洛雯、傅嘉莉、龔嘉欣、黃子恆、譚凱琪、李成昌、張國強、張頴康、吳家樂、陳自瑤、李 嘉、譚坤倫、李日昇、黃耀英 | 網頁 （页面存档备份，存于） | 關頌玲        | 莊偉建               | 網劇及電視劇                    |
| 8月19日  | 20   | 香港 | 她她她的少女時代         | 田蕊妮、李思捷、曹永廉、李國麟、姚嘉妮、羅天宇、林凱恩、韋家雄                                                                                                | 網頁 （页面存档备份，存于） | 李 昊 黃秉怡  | 廖晉碩               |                                 |
| 9月2日   | 25   | 香港 | 街坊財爺                 | 鄭則仕、苑瓊丹、黎諾懿、黃智雯、邵美琪、吳業坤、許家傑、姜麗文、袁文傑、黃嘉樂                                                                                | 網頁 （页面存档备份，存于） | 林少枝        | 梁材遠               | 網劇及電視劇 前名《反轉貴利王》 |
| 9月16日  | 20   | 香港 | 金宵大廈                 | 陳山聰、李施嬅、高海寧、張曦雯、譚凱琪、黃致豪、林子善、劉 江、黃子雄、鄧佩儀                                                                                 | 網頁 （页面存档备份，存于） | 羅佩清        | 葉鎮輝               |                                 |
| 10月7日  | 30   | 香港 | 牛下女高音               | 鍾景輝、吳岱融、龔慈恩、張振朗、黃心穎、蔣志光、歐瑞偉、曾偉權、韋家雄、曾航生、鄭敬基、羅冠蘭、車婉婉、何雁詩                                                | 網頁 （页面存档备份，存于） | 龍文康        | 黃偉聲               | 52週年台慶劇                    |
| 10月14日 | 30   | 香港 | 解決師                   | 王浩信、唐詩詠、陳敏之、張頴康、馮盈盈、張曦雯、李天翔、苗可秀、胡 琳、莊思敏、張文慈、黃嘉樂                                                                 | 網頁 （页面存档备份，存于） | 梁敏華        | 劉家豪 陳志江        | 合拍劇 52週年台慶劇             |
| 10月20日 | 24   | 台灣 | 唯一繼承者               | 張睿家、宋芸樺、楊晴、戴祖雄 | 網頁 （页面存档备份，存于） |               |                      |                                 |
| 11月18日 | 34   | 內地 | 鳳弈                     | 何泓姍、徐正溪、曹曦文、黎耀祥 | 網頁 （页面存档备份，存于） | 張華標        | 孫忠懷               | 外購劇                          |
| 11月25日 | 25   | 香港 | 多功能老婆               | 楊千嬅、周柏豪、黃浩然、陳 煒、洪永城、朱晨麗、王梓軒、袁文傑、 淼、梁舜燕                                                                                    | 網頁 （页面存档备份，存于） | 陳寶華 湯健萍 | 陳寶華 周寶蓮        | 52週年台慶劇                    |
| 12月9日  | 100  | 內地 | 獨孤皇后                 | 陳喬恩、陳 曉、戚 迹、海 陸、張 磊 | 網頁 （页面存档备份，存于） |               |                      | 外購劇                          |
| 12月30日 | 15   | 香港 | 丫鬟大聯盟               | 洪永城、湯洛雯、黃心穎、謝東閔、鄭子誠、郭少芸、黎振燁、潘志文、劉思希                                                                                        | 網頁 （页面存档备份，存于） | 劉枝華        | 歐耀興               |                                 |